# Hemelingen

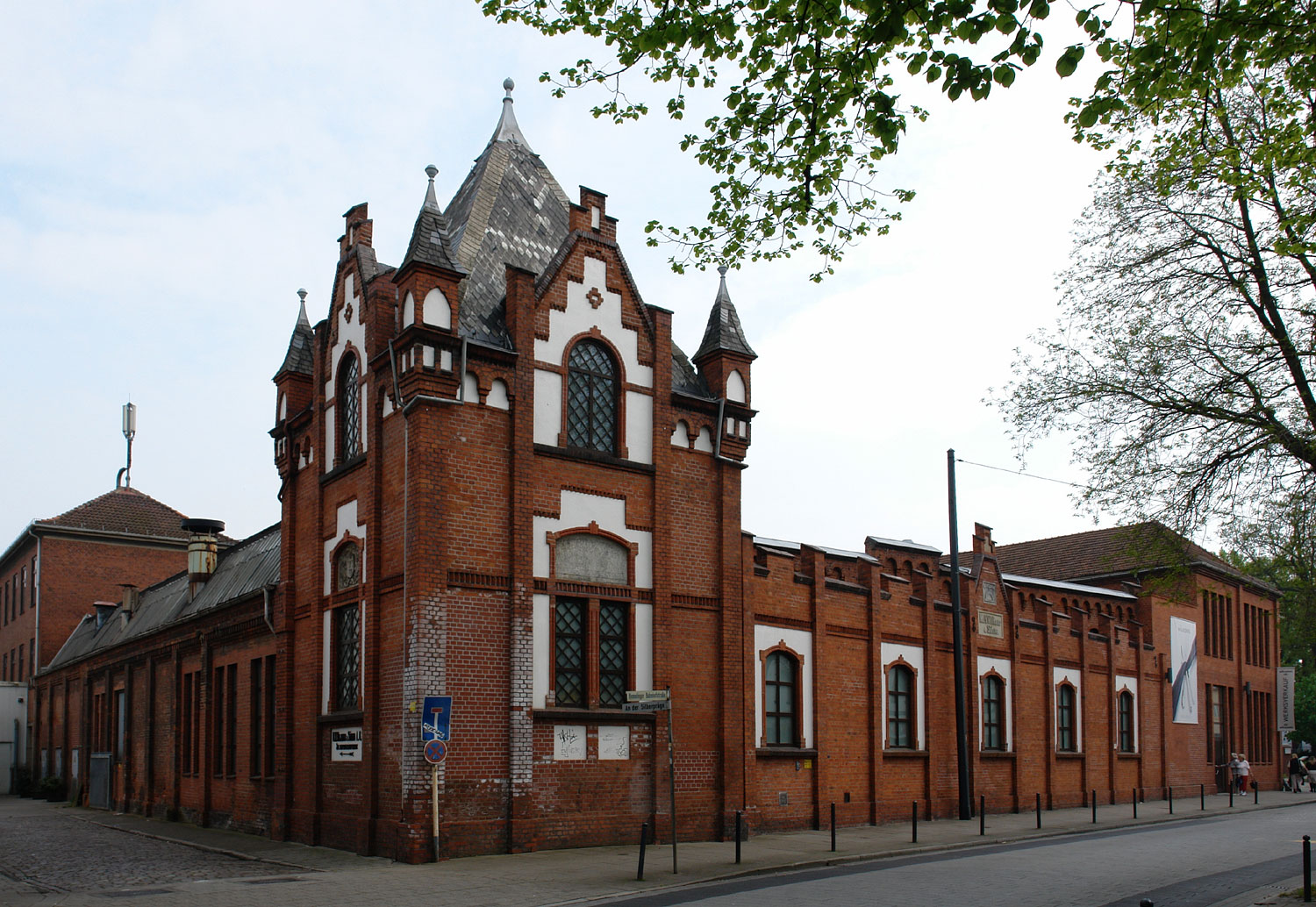
Fabrikgebäude von Wilkens und Söhne

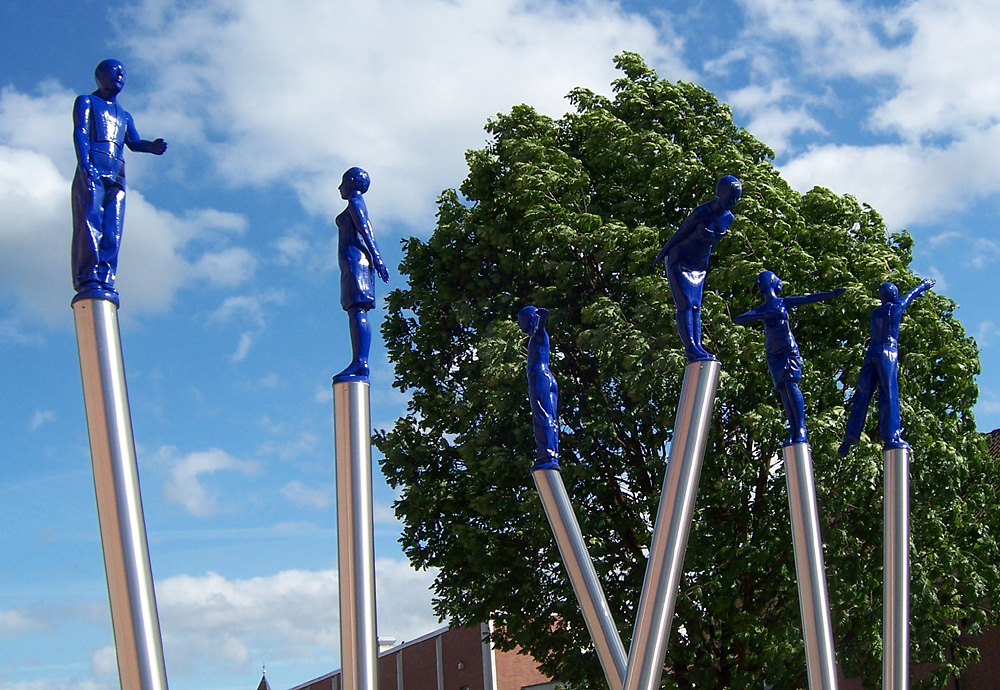
Figurengruppe Szenario am Marktplatz

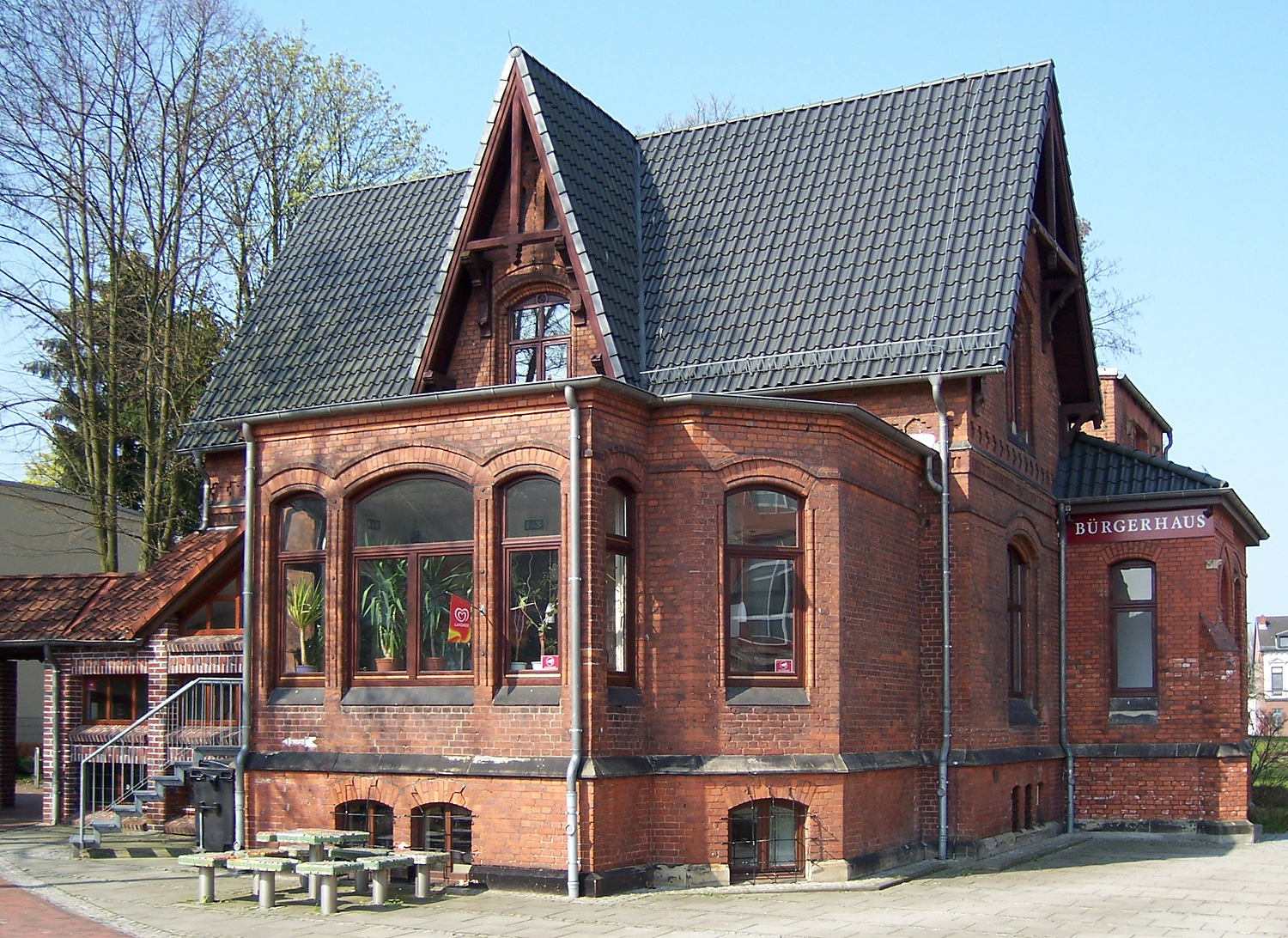
Wohnhaus Wilkens, jetzt Bürgerhaus Hemelingen

Hemelingen (Plattdeutsch Hemeln) ist ein Stadt- und Ortsteil von Bremen und gehört zum Bremer Stadtbezirk Ost.

## Geografie und Ortsteile
Hemelingen liegt ca. 6 km östlich vom Zentrum von Bremen am rechten Ufer der Weser. Die benachbarten Stadtteile sind im Norden die Vahr, im Süden Obervieland, im Westen die Östliche Vorstadt, im Osten Osterholz sowie im Südosten die niedersächsische Stadt Achim.

### Sebaldsbrück

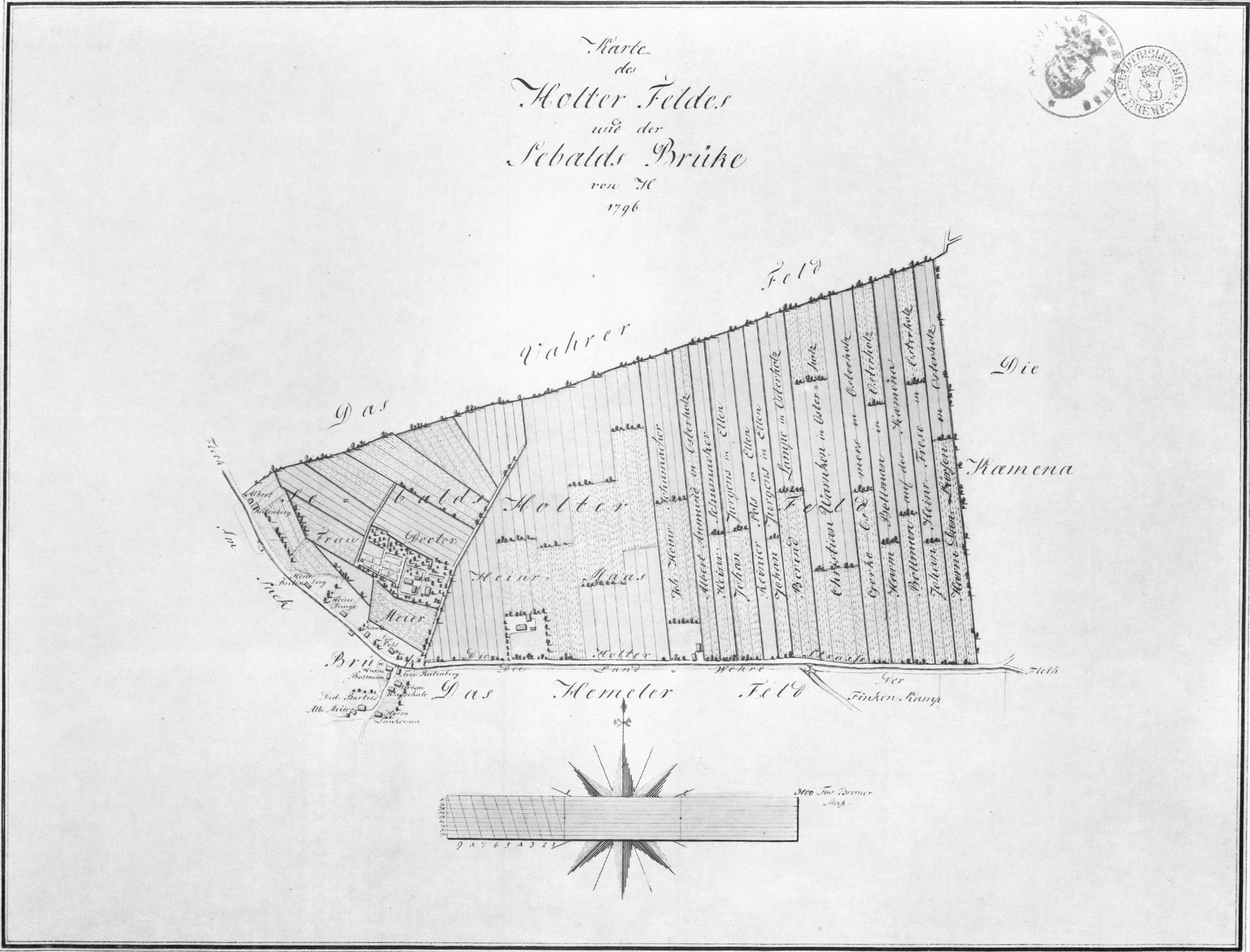
Karte des Holter Feldes und der Sebalds Brüke

Fläche: 5,16 km², 10.031 Einwohner (1.944 Einwohner je km²)
Sebaldsbrück (Plattdeutsch Segelsbrugge) – im 17. Jahrhundert Segelsbrügge – gehört seit 1921 zur Stadt Bremen. Der Ortsteil wird heute durch das Mercedes-Benz Werk Bremen dominiert, das fast ein Drittel der 509 ha Fläche einnimmt und seine Ostgrenze bildet. Weitere in Sebaldsbrück ansässige Firmen sind Atlas Elektronik und Coffein Companie. Bis 2014 war in Sebaldsbrück die Wurstwarenfabrik Könecke ansässig.
Der Bahnhof Bremen-Sebaldsbrück befindet sich an der Bahnstrecke Wunstorf–Bremen.
Das Eisenbahn-Ausbesserungswerk Bremen-Sebaldsbrück besteht seit 1914 mit dem städtebaulich markanten Wasserturm Sebaldsbrück.

Der Betriebshof Sebaldsbrück der Bremer Straßenbahn wurde 1926 gebaut.
Die Parsevalstraße im Westen Sebaldsbrücks ist ein  Standort verschiedener Schulen. Heute befinden sich hier das Schulzentrum Sebaldsbrück für die Sekundarstufe I und eine Grundschule. Bis 1987 gab es hier das Gymnasium an der Parsevalstraße.
Im Norden befindet sich die Galopprennbahn Bremen, auch Galopprennbahn in der Vahr genannt, die trotz ihres Namens zum Ortsteil Sebaldsbrück gehört.
Die Anschlussstelle Sebaldsbrück an Autobahn A 27 befindet sich in Osterholz. Diese Benennung sollte Verwechslungen mit der Stadt Osterholz-Scharmbeck vermeiden.
Der Schlosspark Sebaldsbrück ist ein Erholungs- und Freizeitziel. Er wird seit um 1850 so genannt, als Senator Adami im Bereich des mittelalterlichen Sattelhofes ein Herrenhaus erbaute. Das Schlossparkbad besteht seit 1956 als Freibad und seit 1979 zusätzlich als Hallenbad.
Östlich davon wurde 1975 das Schulzentrum Im Holter Feld eröffnet, das ein Oberstufen-Gymnasium sowie die berufliche Bildung der Fachrichtung Maschinenbau vereinte. 2001 wurde die Schule geschlossen und  abgerissen, um Platz für die Erweiterung der Mercedes-Benz-Werke zu schaffen.
Siehe auch Sebaldsbrücker Heerstraße

### Hastedt

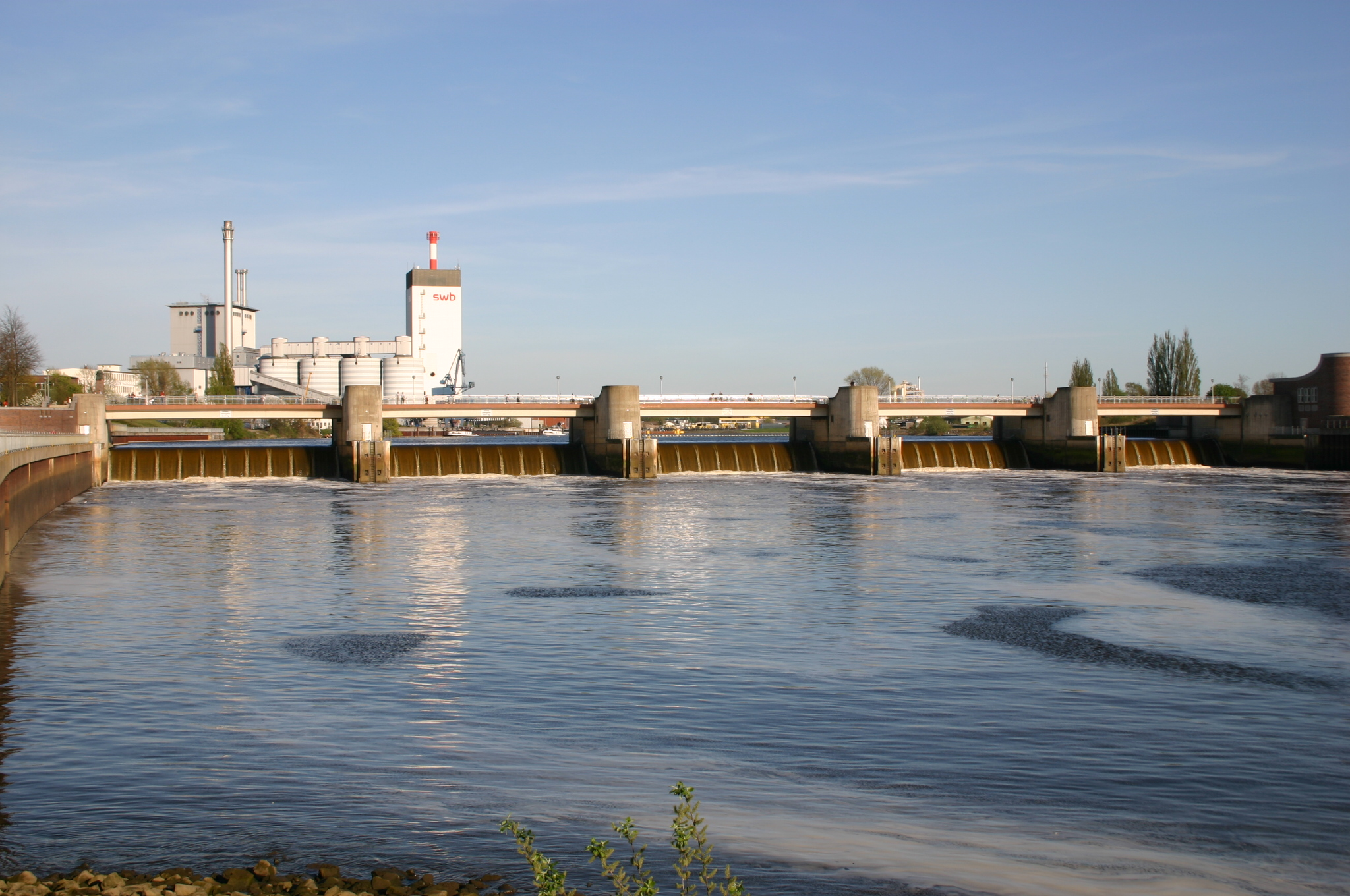
Weserwehr, dahinter das Kraftwerk Hastedt

Fläche: 2,82 km², 10.791 Einwohner (3.827 Einwohner je km²)
Hastedt (Plattdeutsch ebenfalls Hastedt), 1226 als Herstede zuerst urkundlich erwähnt, gehört seit 1803 zur Landgemeinde Bremen und wurde 1902 in die Stadt Bremen eingemeindet. Als 1939 das damals preußische Hemelingen als Stadtteil zu Bremen kam, wurde Hastedt ein Ortsteil von Bremen-Hemelingen. Der Straßenname Bei den drei Pfählen erinnert noch heute an die frühere Grenze zwischen Bremen und Hastedt. Diese verlief in Höhe der heutigen Stader Straße.

Die Hastedter Heerstraße ist in Bremen die Straße mit der sechsthöchsten Hausnummer (Nr. 447) und die Hauptstraße des Ortsteiles. Sie wurde 1812 ausgebaut und hieß bis 1915 Hastedter Chaussee.
Seit 1939 gehört das Gebiet zwischen Stader Straße und Georg-Bitter-Straße nicht mehr zu Hastedt, sondern zum Stadtteil Östliche Vorstadt. Auch die Hastedter Feldmark, eine früher von den Hastedter Bauern bewirtschaftete Fläche, gehört nicht mehr zu Hastedt, sondern entspricht ungefähr der heutigen Gartenstadt Vahr.
Das Kraftwerk Bremen-Hastedt wurde 1907 erbaut. Zur Industrie in Hastedt gehörten in der Vergangenheit die Lloyd Dynamowerke (bis heute), Borgward, die Goliath-Werke, Hansa-Lloyd, Hansa Waggonbau (baute z. B. früher die Bremer Straßenbahnen), der Flugzeugbauer Focke-Wulf und die Hanseatische Silberwarenfabrik. Das Weserwehr in Hastedt wurde 1911 angelegt, um die Flussfahrt mit größeren Schiffen zu ermöglichen und eine weitere Senkung des Niedrigwasserstandes oberhalb Bremens und des Grundwasserstandes zu verhindern. Nach der Überschwemmungskatastrophe von 1981 wurde das Weserwehr bis 1993 neu gebaut und das alte Weserwehr abgerissen. 2011 ging neben dem neuen Wehr das Weserkraftwerk Bremen in Betrieb.
Die Auferstehungskirche Hastedt entstand 1958/59 nach Plänen von Carsten Schröck. Der Hastedter Turn- und Sportverein (HTSV) verfügt seit 1972 über die vereinseigene Sporthalle am Jacobsberg.

### Hemelingen
Fläche: 9,24 km², 11.549 Einwohner (1.250 Einwohner je km²)
Hemelingen (Plattdeutsch Hemeln) ist der größte Ortsteil im Stadtteil. Er gehört seit 1939 zur Stadtgemeinde Bremen.
Hier befinden sich die Firmen Mondelēz International (früher Kraft Jacobs Suchard), Rheinmetall Electronics, Wilkens und Söhne (Bremer Silberwarenfabrik, Fabrikverkauf).
Der Ortsteil verfügt über vier Schulen: Grundschule an der Brinkmannstraße mit ihrer Dependance an der Glockensptraße, Grundschule am Osterhop sowie Wilhelm-Olbers-Oberschule (ehemals das Schulzentrum an der Drebberstraße). Die Sportvereinigung Hemelingen von 1858 bietet ein umfangreiches Sportangebot und war in der Saison 25/26 erstmals in ihrer Geschichte Teilnehmer im DFB-Pokal. 
Seit 1990er Jahren hat der Ortsteil leerstehende Gewerbeflächen. Seit den 2000er Jahren, mit Beginn des Projektes Hemelingen-Sanierung, wird versucht, den Ortsteil durch Maßnahmen im Gewerbe-, Handel- und Wohnungsbereich aufzuwerten.
An der Ecke Hemelinger Bahnhofsstraße/Diedrich-Wilkens-Straße steht aus dem Areal Wilkens & Söhne die ehemalige  Villa Wilkens des Gründers der Silberwarenfabrik; das Gebäude beherbergt gegenwärtig eine Weiterbildungseinrichtung (IBS). In dem  Wohnhaus Wilkens von 1870 auf demselben Anwesen ist seit 1984 das Bürgerhaus Hemelingen untergebracht.

### Arbergen
Fläche: 6,09 km², 6.087 Einwohner (1.000 Einwohner je km²)
Arbergen (Plattdeutsch Arbargen) wurde erstmals 1230 erwähnt. Es gehört seit 1939 zur Stadtgemeinde Bremen. Der Ortsteil liegt auf mehreren Dünen. Auf der höchsten Düne mit ca. 8 Meter über NN steht die Kirche.
Arbergen liegt zwischen zwei Bahnlinien, der Bremer Umgehungsbahn der Bahnstrecke Osnabrück–Hamburg im Süden und der Bahnstrecke Hannover–Bremen im Norden. Die Autobahn A 1 Hamburg–Köln führt im Süden vorbei. An diese Verkehrssysteme gibt es von Arbergen aus keine direkten Anschlüsse.
Die Bevölkerung, die überwiegend der gesellschaftlichen Mittelschicht zugeordnet wird, profitiert von den Arbeitsplätzen des in der Nähe liegenden Mercedes-Benz Werkes Bremen.
Es gibt die Grundschule Arbergen in der Heisiusstraße. Weiterführende Schulen befinden sich in den Nachbarortsteilen. Es gibt zudem vier Kindertagesstätten. Das Sozialzentrum Bremen-Arbergen befindet sich an der Hermann-Osterloh-Straße.
Sehenswürdigkeiten sind die Arberger Mühle von 1803 und die ev. Kirche St.-Johannis (Turm 11. Jh., Kirchenschiff von 1719). Arbergen hat ein großes Naherholungsgebiet, die Arberger Marsch, auf deren Gebiet ein Industriegebiet geplant ist.
Am Fuß der Kirchendüne befindet sich das Gasthaus Arberger Hof, welches vor allem in den 1960er Jahren, zu Zeiten des Beat-Clubs, einen Namen als Konzerthaus innehatte. Viele bekannte Musikerinnen und Musik, u. a. die Bee Gees, traten dort auf. Auch heute finden hier regelmäßig Konzerte statt. Die ehemalige Hengststation und ältester Gastronomiebetrieb befindet sich neben der Mühle und der Kirche und gilt als ein Wahrzeichen Arbergens.
Berühmtester Arbergener ist der Astronom Heinrich Olbers, der am 11. Oktober 1758 hier als Sohn des Pastors Johann Georg Olbers geboren wurde.

### Mahndorf
Fläche: 6,40 km², 5.832 Einwohner (911 Einwohner je km²)
Mahndorf (Plattdeutsch Mahndörp) wurde 1339 als Mandorpe das erste Mal erwähnt. Zahlreiche frühgeschichtliche Funde belegen eine frühe Besiedlung im 4. Jahrhundert n. Chr. auf den bis zu 20 Meter hohen Dünen und dem Geestgebiet (siehe Hauptartikel Mahndorfer Gräberfeld). Seit 1939 gehört Mahndorf neben Arbergen und Hemelingen durch Gebietstausch zur Stadt Bremen.
Mahndorf liegt im Osten von Bremen und Hemelingen direkt westlich von der Autobahn A 1 mit der Ausfahrt Uphusen/HB-Mahndorf. Der Bahnhof Bremen-Mahndorf befindet sich an der Bahnstrecke Wunstorf–Bremen, und ist, wie alle Bahnhöfe und Haltepunkte am Streckenabschnitt zwischen Bremen Hauptbahnhof und dem Bahnhof Verden (Aller), seit 2011 an die Regio-S-Bahn angebunden. Hier halten sämtliche Regionalexpress-Züge, während Regionalbahnen bis zum Fahrplanwechsel Dezember 2016 ohne Halt durchfuhren. Seit dem Fahrplanwechsel 2016 hält die Linie RB37 ebenfalls in Bremen-Mahndorf.
Es gibt die ev. Kirchengemeinde Mahndorf mit der Kirche Sankt Nikolai von 1965 und das Bürgerhaus Mahndorf von 1979.
Der Mahndorfer See mit seinem Badestrand und dem Campingplatz sowie die Wege nach Uphusen und zur Weser sind beliebte Freizeitziele.

## Geschichte

### Namen
In Hemelingen soll im Mittelalter die Familie Hemelo – später Hemelingen bzw. Hemelyngh – ihren Sitz gehabt haben. Sie hatte im Rat des Ortes eine wichtige Rolle inne. Eine andere Deutungsversion vermutet, dass zuerst Hemel, der niederdeutsche Begriff für ein vom Wasser umspültes Land, Grundlage für den Ortsnamen war. Der Name wandelte sich 1238 zu Hemelinge, 1332 zu Hemelinghe und 1382 zu Hemelingh.
Arbergen wurde 1230 als Arberge, 1246 als Arbergen und 1319 als Arberghen erwähnt.
Hastedt könnte ursprünglich ein Familienname gewesen sein. Es hieß 1226 Herstede.
Mahndorf hieß 1330 oder 1339 Mandorpe, 1441 Manenthorpe und 1482 Manendorf.
Sebaldsbrück wurde erst 1847 gegründet, im 17. Jahrhundert gab es dort jedoch schon eine Brücke, die Segelsbrügge, über die Kleine Wümme. Der Namensteil „Sebald“ bezieht sich nicht auf den Heiligen Sebaldus von Nürnberg, sondern die Bedeutung des Namens ist ungeklärt. Stackkamp hieß 1204 Stockampe und war ein Gut und ein kleines Dorf. Der Name bedeutet ein von Staken – also Latten – eingezäunter Kamp (Land, Flur).

### Vorgeschichte
Schon aus dem 7. Jahrhundert v. Chr. sind Siedlungsspuren in Hemelingen und Mahndorf durch Grabungsfunde von 1983 und 1997 nachweisbar. Je nach der Höhe des Wasserstandes sollen die Siedlungen zeitweise dabei recht große Gebiete umfasst haben.
Mahndorf lag mit einer Düne teilweise deutlich höher bis auf 20,80 m über NN. Ein frühgeschichtlicher Friedhof, der vom 3. bis 9. Jahrhundert belegt wurde, ist durch Grabungen von 1936 bis 1939 und um 1962 bis 1963 erkundet. Auch die gefundenen Reste von Grubenhäusern in Mahndorf weisen auf eine Besiedlung durch die germanischen Chauken bzw. Sachsen – von 200 v. Chr. bis 900 n. Chr. hin.

### Mittelalter bis 1800
Die erste Erwähnung von Hastedt war 1226, von Arbergen 1230, von Hemelingen 1238 und von Mahndorf 1330 oder 1339.
Die Dörfer gehörten zur Vogtei Langwedel vom Erzstift Bremen.
Seit dem 15. Jahrhundert gehörten sie zum Goh und später Landkreis Achim bzw. seit 1932 Landkreis Verden.
1547, bei der Belagerung Bremens (siehe Schlacht bei Drakenburg) im Schmalkaldischen Krieg, wurde Hastedt völlig zerstört.
Die Dörfer Hastedt, Arbergen, Hemelingen und Mahndorf kamen nach dem Dreißigjährigen Krieg zum schwedisch regierten Herzogtum Bremen und 1719 zum Kurfürstentum Hannover.
In Arbergen gab es wahrscheinlich schon Ende des 12. Jahrhunderts ein eigenes Kirchspiel mit der romanischen Kirche St. Johannis. Hastedt und Hemelingen (bis 1890) gehörten zum Kirchspiel.
Zwischen Arbergen und Hemelingen lag das Landgut Stackkamp, das 1204 schon als Stockkampe erwähnt wurde. Der Ministeriale Brüning von Liunersberg wurde mit dem Gut durch Pfalzgraf Heinrich (Welfen) beliehen. 1235 bis 1564 war das Gut beim Deutschen Orden und danach ein Meierhof der Stadt Bremen. Hoheitlich kam das Gebiet ab 1939 zu Bremen. 1953 entstand hier eine Siedlung.
Deichbrüche an den Hemelinger Deichen zwischen Hemelingen und der großen Hemelinger Brake überfluteten 1729 größere Gebiete.
Die ersten jüdischen Familien durften sich 1785 in Hastedt niederlassen, während Bremen die Ansiedlung nicht erlaubte. Der heute noch bestehende jüdische Friedhof wurde angelegt und 1803 offizieller Friedhof.

### Sebaldsbrück bis zu seiner Gründung 1847
Der Name Sebaldsbrück ist von der Sebaldusbrücke (im Volksmund Segelsbrügge genannt) abgeleitet, die etwa dort über die Kleine Wümme führte, wo heute die Vahrer Straße auf die Sebaldsbrücker Heerstraße trifft.
Sebaldsbrück hat keine eigene Dorfgeschichte, weil das Gebiet des heutigen Sebaldsbrück früher in vier Bereiche zerfiel, die verschieden hießen, verschiedene Reallasten zu tragen hatten und verschiedenen Herren unterstanden. Die zugehörigen Hofstellen lagen weit auseinander.
- im Westen: das Gebiet „Im Sack“ lag zwischen der Vahrer Straße und der späteren Eisenbahnlinie. Es gehörte zum Bauernhof „Im Sack“, der sich jedoch im Westen des Gebietes befand, weit von der Segelsbrügge entfernt. Wo früher der Bauernhof stand, befindet sich heute die Straße Am Sacksdamm. Zu napoleonischer Zeit wurde 1813 eine neue Chaussee diagonal durch das Gelände gebaut, heute der westliche Teil der Sebaldsbrücker Heerstraße.

- im Norden: der erzbischöfliche, stiftsadelige „Sattelhof“ aus dem Mittelalter wurde 1683 zum adligen Gut. Senator Johann Helfrich Adami erbaute hier um 1850 das Schloss Sebaldsbrück mit dem Schlosspark Sebaldsbrück. Um 1800 gab hier es außerdem bereits eine noch geringe Bebauung östlich der Vahrer Straße[16]

- im Osten: das „Holter Feld“ war eine landwirtschaftlich genutzte Fläche, der zum „Hof Kämena“ gehörte. Dieser lag etwas weiter östlich in Osterholz.

- im Süden: der südliche Teil des heutigen Sebaldsbrück gehörte zum Dorf Hemelingen und kam erst 1951 zu Sebaldsbrück.

Die ersten drei genannten Bereiche wurden 1803 Teile des Bremer Landgebiets. Sebaldsbrück gehörte früher zu Osterholz und zum Kirchspiel Oberneuland und ab 1835 zu Horn und zum Kirchspiel Horn.
Als 1847 die Bahnstrecke Bremen–Hannover eröffnet wurde, entstand auch ein Bahnhof an der noch unbebauten Chaussee. Dieser wurde Sebaldsbrück genannt, gleichzeitig wurde dieser Name amtlich anerkannt und auf die umgebende Landschaft übertragen. Erst danach begann eine Bebauung und später auch eine Industrialisierung entlang der unter Napoleon gebauten Chaussee.

### Gebietszugehörigkeit von 1803 bis 1939

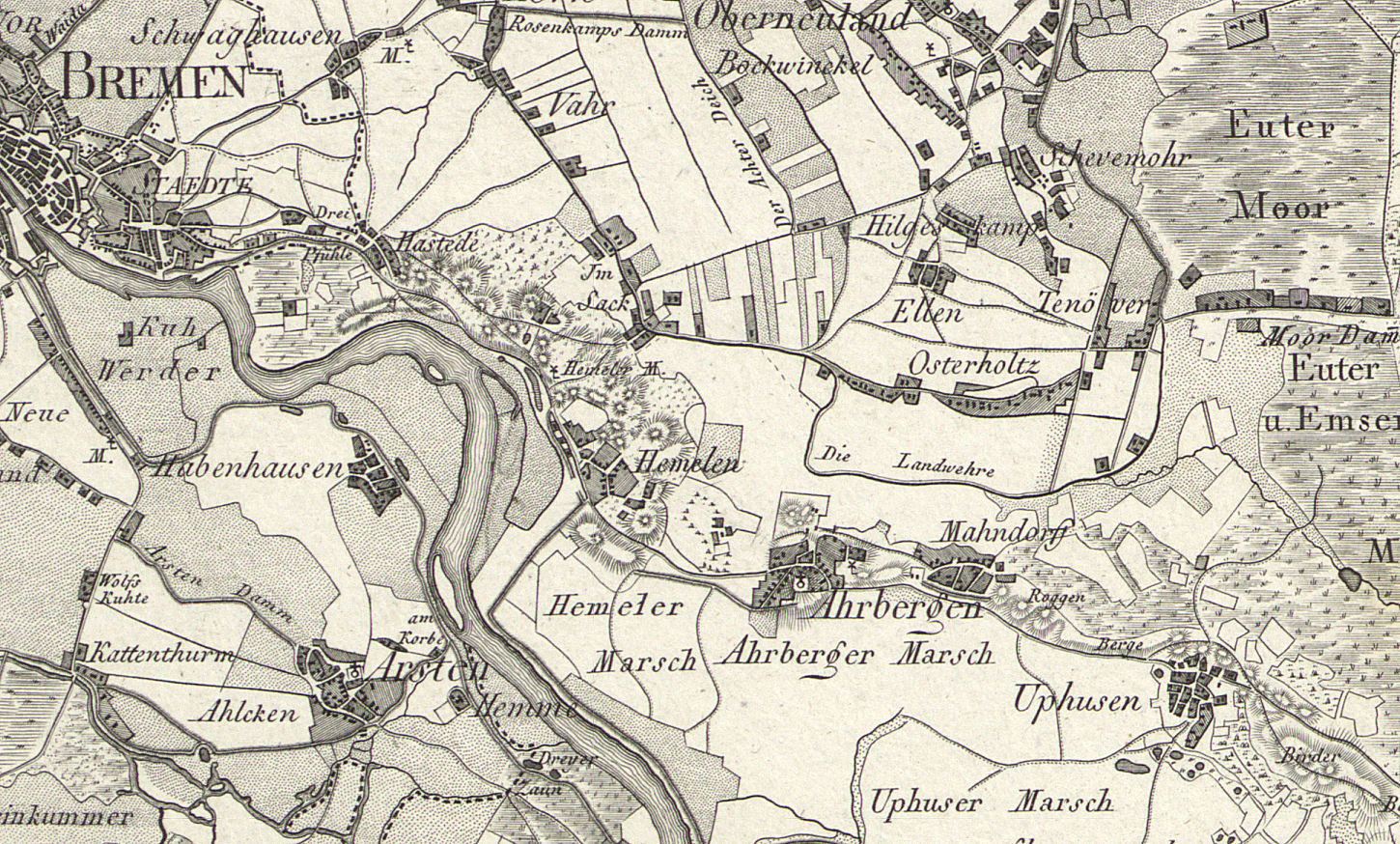
Hemelingen zwischen 1796 und 1805

Im Reichsdeputationshauptschluss von 1803 wurde ein Bremer Landgebiet geschaffen, das die Stadt umgab. Allmählich verkleinerte es sich durch Eingemeindungen nach Bremen, zur Auflösung 1945 siehe Ortsamt (Bremen). Die Grenzen des damaligen Landgebietes entsprechen fast überall den Grenzen der heutigen Stadt, mit der Ausnahme von Bremen-Nord und Hemelingen. 
Das Dorf Hastedt und der größte Teil des heutigen Sebaldsbrück (siehe oben) wurden 1803 in das Landgebiet aufgenommen, von dort kamen sie 1902 bzw. 1921 zur Stadt Bremen. 
Die Geschichte von Hemelingen, Arbergen und Mahndorf hingegen verlief völlig anders: sie gehörten ab 1814 zum Königreich Hannover. Nach dem Deutschen Krieg kam es zur Annexion 1866 durch Preußen, das Königreich wurde zur preußischen Provinz Hannover. Darin kamen sie 1816 zur Provinzialregierung Stade, ab 1823 Landdrostei Stade, ab 1885 Regierungsbezirk Stade. Noch eine Ebene tiefer kamen sie 1852 zum Amt Achim, daraus wurde 1885 der Kreis Achim, der 1932 aufgelöst und in den Kreis Verden integriert wurde. 1939 kamen sie durch Gebietstausch von Preußen zur Stadt Bremen. 

### 1800 bis 1900
1812 hatte Hastedt 756 Einwohner und 1845 hatte Hemelingen 678 Einwohner. 
Kirchen:
1814 wurde Am Postweg ein kleiner Friedhof in Hastedt angelegt, aber erst 1863 wird in Hastedt, das bis dahin zum Kirchspiel St. Remberti gehörte, im neugotischen Stil eine Kirche geweiht. Hemelingen gehörte zur evangelischen Pfarre Arbergen. Erst 1890 entstand durch Schenkungen der Firma Wilkens die nun selbstständige neugotische Kirche an der Westerholzstraße.
Bereits 1863 entsteht auf Kosten des Schachtmeisters Reke eine katholische Kapelle nebst Pfarrhaus, heute St.-Godehard-Str. 25. Beides wird 1899/1900 durch die neuromanische St.-Joseph-Kirche ersetzt. 1977 erhält die inzwischen in St.-Godehard-Gemeinde umgetaufte Pfarrei eine Filiale namens St. Barbara in Arbergen an der Hermann-Osterloh-Straße 4. Die Filiale wird 2011 aufgegeben.
Schulen:

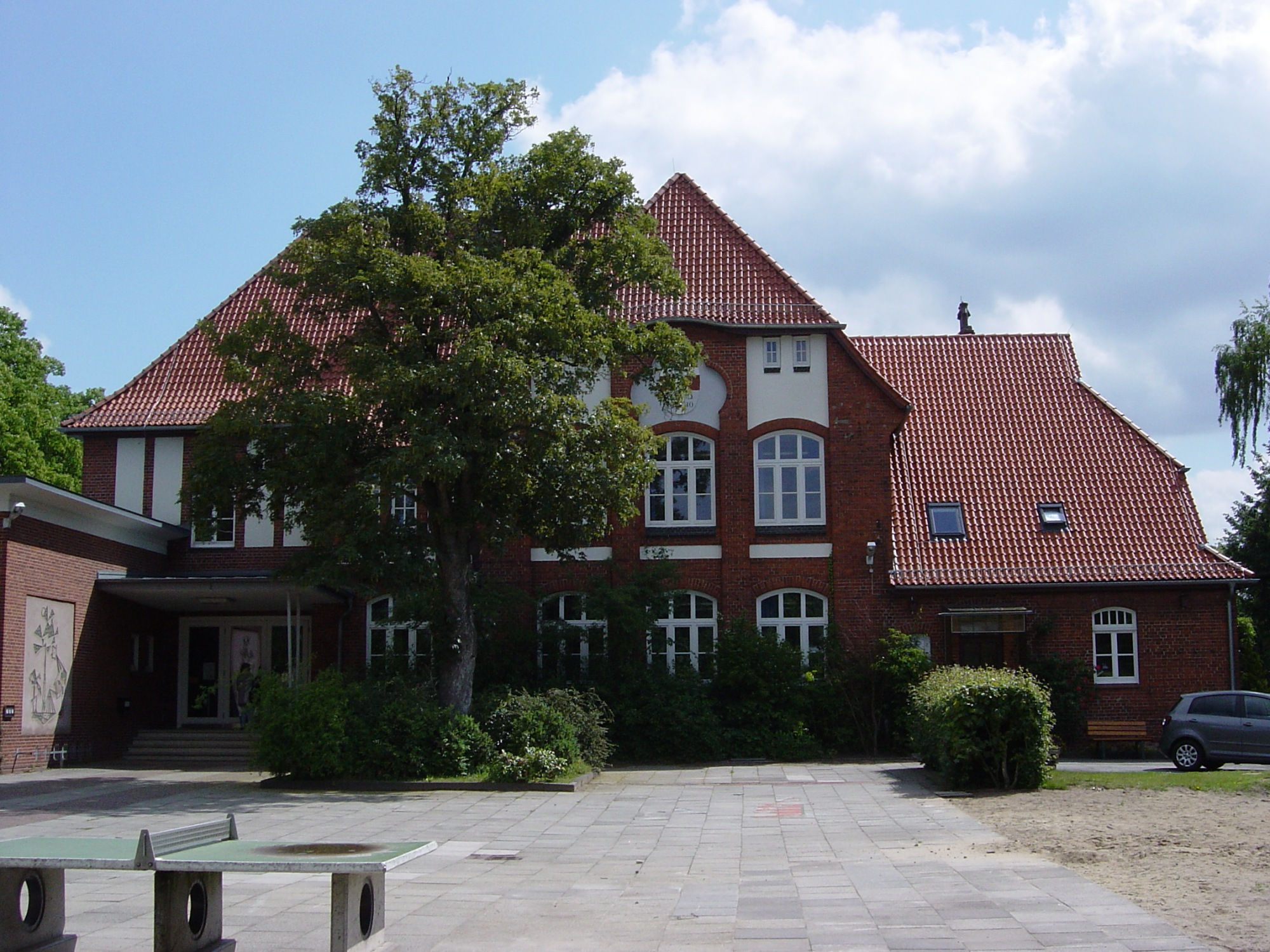
Grundschule Arbergen von 1886

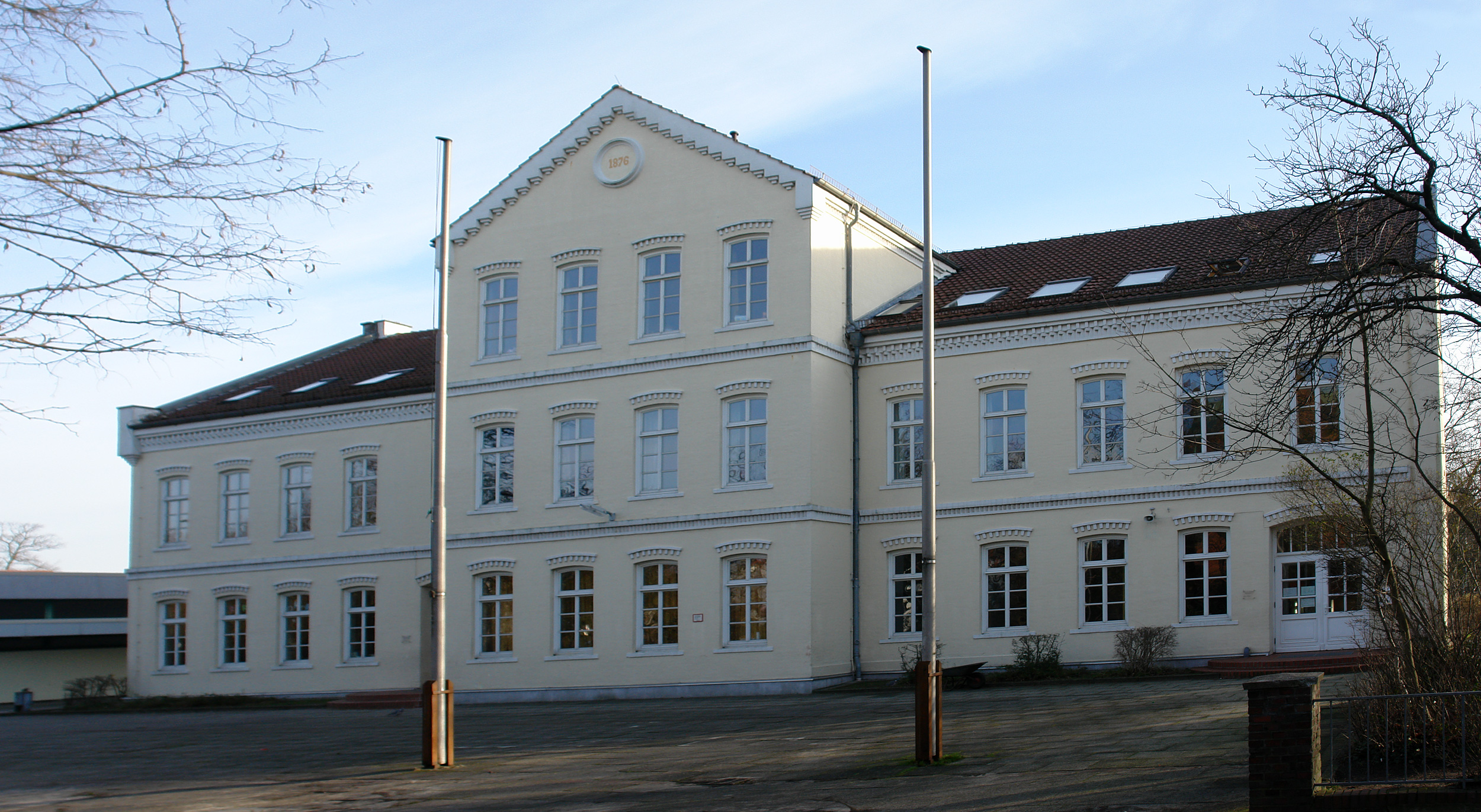
Schule an der Glockenstrasse von 1876/1889

In Arbergen bestand an der Heisiusstraße schon im 18. Jh. eine Schule mit einem neuen Schulhaus von 1772. Dieses wurde 1828 und dann wieder 1886 ersetzt.
In Hemelingen gab es in der damaligen Hemelinger Straße am Ende des 17. Jahrhunderts nur eine Nebenschule von Arbergen, die 1826 erweitert wurde. 1871 übernahm die politische Gemeinde die Schule mit inzwischen 400 Schülern. 1876 entstand ein neues Schulgebäude an der Glockenstraße (heute Grundschule). Die evangelische Schule hatte nach weiteren Anbauten von 1887 bis 1889 rund 660 Schüler in 11 Klassen. An der Verdener Straße (später Schule an der Brinkmannstraße) entstand ab 1908 eine weitere Schule (heute Grundschule) mit 7 Klassen für 400 Schüler.
1863 beginnt der erste katholische Missionar Franz Bertram mit dem Unterricht an katholischen Schülern. 1896 kann neben der St.-Joseph-Kirche am Kirchweg eine katholische Schule eingeweiht werden. Diese wird am 1. Oktober 1905 in eine öffentliche katholische Bekenntnisschule der Provinz Hannover umgewandelt und am 24. Oktober 1938 widerrechtlich vom Nazi-Bürgermeister Ferdinand Schneider mit der ev.-lutherischen Schule zu einer Gemeinschaftsschule zwangsvereinigt. Die Wiedererrichtung der Schule nach dem Krieg scheitert daran, dass das Bistum Hildesheim auf die Wiederherstellung als öffentliche katholische Bekenntnisschule besteht, was nach der Bremer Verfassung nicht möglich ist.
In Hastedt konnte 1803 in der Volksschule am Alten Postweg unterrichtet werden. Die Schule erhielt 1860 einen Neubau und es folgten mehrere Erweiterungen.
In Sebaldsbrück gab es am Anfang des 19. Jahrhunderts eine Nebenschule von Osterholz. 1882 wurde ein Neubau errichtet und ständig erweitert. 1921 waren in 8 Klassen 313 Schüler. In Mahndorf wurde 1791 die erste Schule eingerichtet und Mitte des 19. Jahrhunderts am heutigen Haarsweg ein Schulhaus erbaut. 1907 wurde das neue Schulhaus an der Mahndorfer Heerstraße eingeweiht.
Durch Eröffnung der Bahnstrecke Bremen–Hannover mit dem Bahnhof Sebaldsbrück 1847 und dem Beitritt vom Königreich Hannover zum Deutschen Zollverein von 1854 begann in Hemelingen eine Industrialisierung. Bremer Zigarrenfabrikanten verlegten ihre Betriebe nach Hemelingen, andere Betriebe folgten wie die Silberwarenfabrik M.H. Wilkens & Söhne (1859) und die Hemelinger Aktien-Brauerei AG (1876). Die Einwohnerzahl stieg rasch an und vorstädtische Arbeitersiedlungen entstanden in allen Ortsteilen.
1873 folgte die Eröffnung der Bahnstrecke Bremen–Osnabrück mit einem Bahnhof in Hemelingen.

### 1900 bis 1950

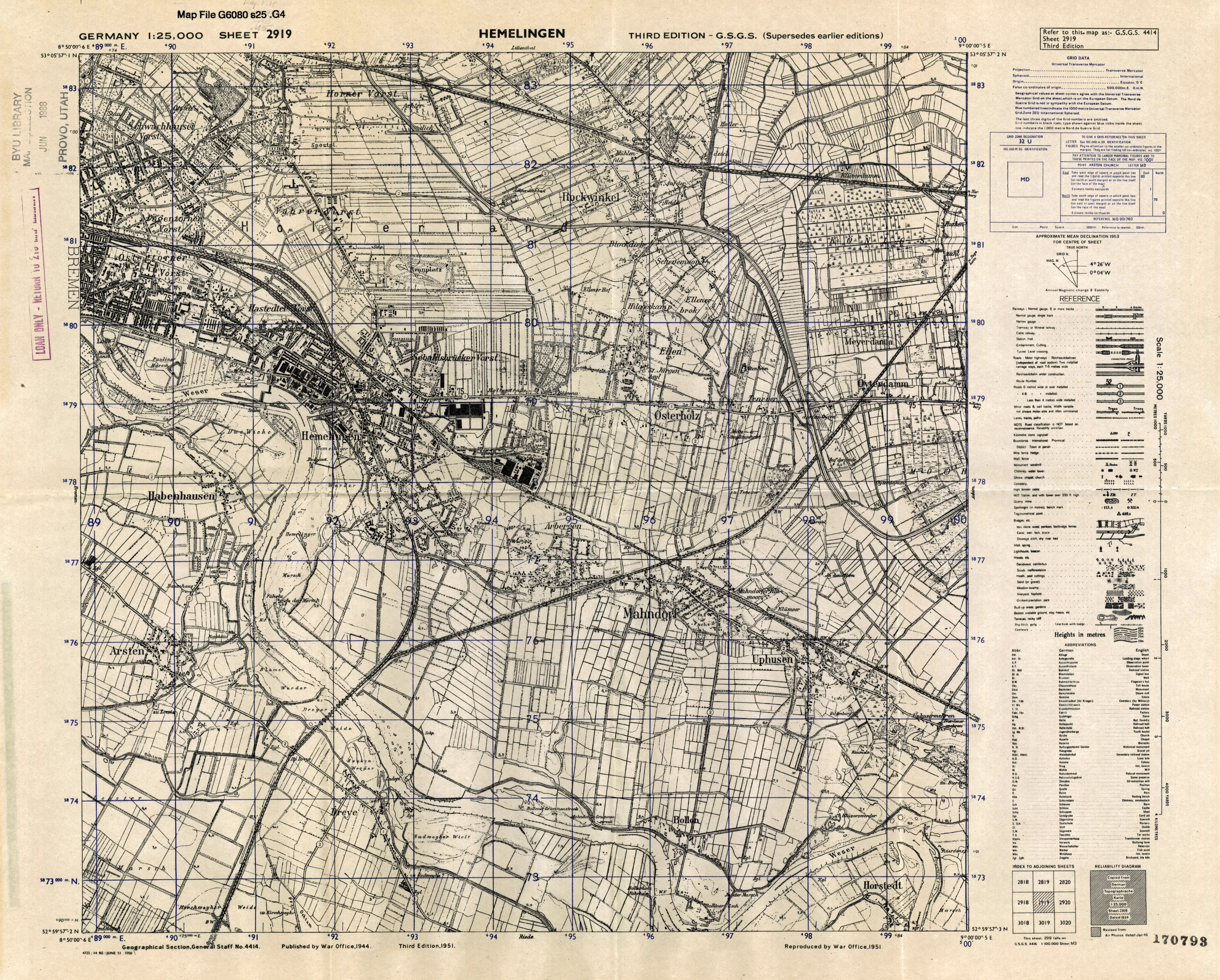
Hemelingen in den 30er Jahren

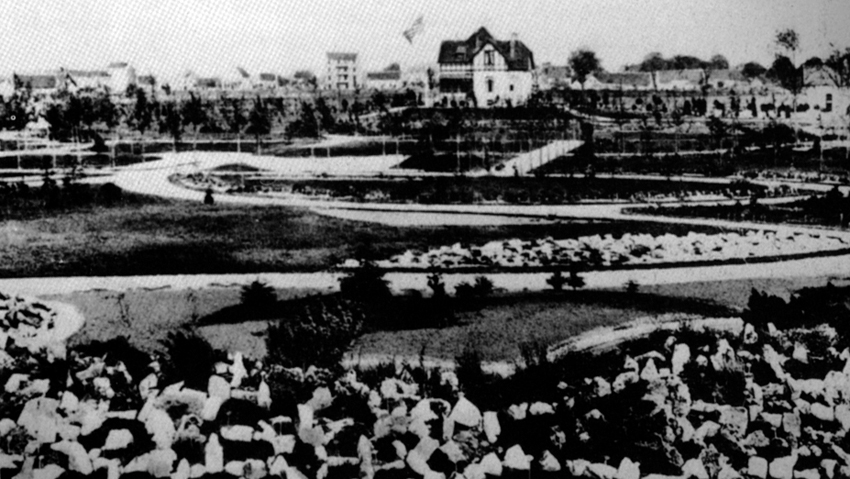
Der Botanische Garten am Hastedter Osterdeich von 1906

1902 wurde Hastedt und 1921 Sebaldsbrück in die Stadt Bremen eingemeindet. 1905 hatte Hemelingen 7214 und Hastedt 7817 Einwohner. Der Weserhafen in Hemelingen entstand 1902, das Elektrizitätswerk in Hastedt zwischen 1904 und 1906 und das Weserwehr mit Wasserkraftwerk von 1906 bis 1915. 1904 wurde Alfred Christern Hemelinger Bürgermeister. Der kleine botanische Garten am Osterdeich wurde durch eine Spende des Kaufmanns Franz Schütte 1904 realisiert. 1909 wurden Abels Schokoladen Werke an der Sebaldsbrücker Chaussee gebaut, später bekanntgeworden als Schokoladenfabrik Goldina-Werke.
Die Hansa-Lloyd-Werke entstanden 1914 aus dem Zusammenschluss der Vareler Hansa-Werke und der NAMAG (Norddeutsche Automobil und Motoren AG) in Bremen-Hastedt an der Föhrenstraße. 1928/29 übernahm Carl F. W. Borgward die Bremer Karosseriewerke mit Hansa-Lloydt in der Föhrenstraße und das Gutsgelände beim Schlosspark Sebaldsbrück. Der Aufbau der Goliath-Werke Borgward & Co.GmbH folgte. Bis 1938 stieg die Belegschaft auf 6.000. Borgward verlegte den Betrieb 1938 an die Sebaldsbrücker Heerstraße.
Der Sebaldsbrücker Schlosspark wurde 1931 als Erholungsgebiet der Öffentlichkeit übergeben. Die in Neuenland tätige Firma Focke-Wulf Flugzeugbau GmbH errichtete 1934 ein Zweigwerk in Hastedt. 1947 gründete Martin Mende sein in Dresden nach dem Zweiten Weltkrieg demontiertes Werk unter dem Namen Norddeutsche Mende-Rundfunk GmbH neu und produzierte in den ehemaligen Hallen der Focke-Wulf-Flugzeugwerke unter dem Markennamen Nordmende Radios, Fernseher, Tonbandgeräte und Plattenspieler.
Kirchen: Beim Sattelhof in Sebaldsbrück wurde 1938 die Dankeskirche (Dank an Gott für die „Rettung“ durch den „Führer“) gebaut. Die 1944 beschädigte Kirche wurde 1945 repariert. Seit 1948 ist Sebaldsbrück eine selbstständige Kirchengemeinde. 1957 wurde ein Gemeindehaus gebaut. 1964/66 wurde die Dankeskirche abgerissen und an derselben Stelle die neue Versöhnungskirche gebaut.
Schulen: In Hastedt wurde 1903 die Neue Schule Hastedt als Schule Auf der Hohwisch und 1914/19 die Schule an der Stader Straße (beide heute Grundschulen) gebaut und später erweitert. In Mahndorf gab es vor 1914 eine Schule mit drei Klassen, die 1955 erweitert wurde (heute Grundschule).
Die beiden preußischen Gemeinden Hemelingen (mit Arbergen) und Mahndorf, von 1932 bis 1939 im Landkreis Verden und davor in Kreis Achim, wurden am 1. November 1939 nach Bremen eingegliedert.
Wegen der Rüstungsbetriebe wurden Hemelingen und Hastedt 1944/45 besonders häufig bombardiert.
Den Wiederaufbau begann das Wohnungsbauamt unter anderem 1949/50 mit der Stackkamp-Siedlung, Teutoburger-Wald-Straße mit 278 Wohnungen.

### Die Gründung des Stadtteils Hemelingen 1951
Bereits am 14. Dezember 1946 wurde mit dem Gesetz über Ortsämter und Außendienststellen der bremischen Verwaltung das Ortsamt Hemelingen eingerichtet, das für die fünf Ortsteile Hastedt, Sebaldsbrück, Hemelingen, Arbergen und Mahndorf zuständig war. Erster Leiter war Hermann Osterloh.
Mit der Verordnung vom 23. Februar 1951 über die Neuordnung der stadtbremischen Verwaltungsbereiche wurde das Stadtgebiet Bremen in Bezirke, Stadtteile und Ortsteile neu gegliedert. Der Ortsamtsbereich von 1946 mit seinen fünf Ortsteilen wurde zum Stadtteil.
Zugleich wurden vom Ortsteil Hemelingen Teile abgetrennt und Hastedt und Sebaldsbrück zugeordnet.
- Hastedt erhielt die Straßen An der Braukuhle, einen Teil des Alten Postweg hinter dem Eisenbahntunnel Osnabrück/Bremen am Ende der Ahlringstraße und einen Teil der Straße An der Grenzpappel.
- Sebaldsbrück erhielt das Gebiet hinter dem Eisenbahnkörper Bremen-Hannover ab Segelsbrück, Martensstraße, Flurstraße, Sulzbacher Straße einschließlich Eisenbahnkolonie und Eisenbahnausbesserungswerk.[20]

### Hemelingen ab 1951
Schulen: Am Stackkamp/Osterhop wurde 1951 eine Schule für sieben Klassen mit rund 300 Schülern gebaut und mehrfach erweitert (heute Grundschule). 1969 entstand die Schule an der Dudweiler Straße (heute Förderzentrum). Das Schulzentrum an der Drebberstraße wurde von 1973 bis 1979 in vielen Abschnitten gebaut. Sie hatte 1982 über 1800 Schüler. In Sebaldsbrück entstand an der Parsevalstraße von 1952 bis 1961 eine Schule in vielen Bauabschnitten (heute Schulzentrum und Waldorfschule).
1960 hatte Hemelingen 44.245 Einwohner. Hemelingen blieb nach dem Zweiten Weltkrieg weiterhin Industriestandort mit den meisten industriellen Arbeitsplätzen in Bremen. Das Industrie- und Gewerbegebiet Mahndorf wurde zusätzlich erschlossen. Der Konkurs der Borgward-Werke von 1961 traf zunächst sehr die gewerbliche Entwicklung. Auf dem Gelände siedelten sich jedoch die Firmen Hanomag und die Atlas-Elektronik-Werke an.
Kirchen: Die Auferstehungskirche Hastedt entstand 1958/59, die St. Nikolai-Kirche am Mahndorfer Deich 1965, die Versöhnungskirche Beim Sattelhof 1966 und die kath. St. Elisabeth-Kirche in Hastedt 1968/69.
Mit der Eröffnung der Autobahn A 1 – der „Hansalinie Bremen–Dortmund“ – vom Bremer Kreuz bis Brinkum erhielt Hemelingen 1963 einen Zubringer. Allerdings führte dieser zunächst nur bis zur Hannoverschen Straße, ab dort wurde der Verkehr durch die bestehenden Hemelinger Wohnstraßen geleitet. Im Mai 1967 wurde dann auch die neu ausgebaute Pfalzburger Straße dem Verkehr übergeben und über die südliche Malerstraße an den Osterdeich angebunden. Die Autobahnzubringer endete immer noch an der Hannoverschen Straße, der Verkehr dazwischen wurde über „An der Grenzpappel“ geleitet. Drei Häuser „An der Grenzpappel“ standen damals wenige Meter neben dem Spitzbunker auf der Trasse, weil das Enteignungsverfahren noch nicht abgeschlossen war. Die direkte Verbindung des Autobahnzubringers mit der Pfalzburger Straße wurde erst nach 1969 fertiggestellt. Der nördliche Teil der Malerstraße wurde erst um 1973 ausgebaut.
Die Werderbrücke, im Volksmund „Erdbeerbrücke“ genannt, wurde ab 1966 gebaut und 1971 eröffnet. Damit entstand eine schnelle Verbindung zum Stadtteil Obervieland auf der linken Weserseite. Die Brücke wurde ab 1999 nach Karl Carstens benannt. Die Einweihung der Werra- und Fuldahäfen erfolgte 1972.
Von 1979 bis 1982 wurde das Daimler-Werk in Sebaldsbrück vergrößert. Heute ist die Daimler AG der größte Arbeitgeber in Bremen.
Bei einem Hochwasser von 1981 ließ sich eine Staustufe des Weserwehrs nicht richtig absenken. Der Deich brach oberhalb und unterhalb des Wehrs auf der Habenhauser Seite. Eine neue Wehr- und Schleusenanlage wurde bis 1993 gebaut. 1990 wurde das Kraftwerk Hastedt, Block 15 umgebaut. Bremen kaufte ab 1991 Flächen in der Hemelinger, Arberger und Mahndorfer Marsch auf, um dort weitere Industrie anzusiedeln.
1997 wurde der Stadtkern von Hemelingen Sanierungsgebiet. Im Rahmen der Städtebauförderung fand eine Verbesserung der Hemelinger Bahnhofsstraße und die Anlage einer neuen Ortsmitte an der Schlengstraße statt. Der Hemelinger Tunnel verbindet seit 2003 den Autobahnzubringer Hemelingen mit dem Daimler-Werk und entlastet die Hemelinger Wohnstraßen vom Zulieferverkehr.
Die Linie 1 der Straßenbahn Bremen wurde im April 2013 zum Bahnhof Mahndorf verlängert.

### Einwohnerentwicklung
| Orts-/Stadtteil | 1812 | 1821  | 1858 | 1855  | 1905  | 1955   | 1975   | 1995   | 2007   | 2017   |
| --------------- | ---- | ----- | ---- | ----- | ----- | ------ | ------ | ------ | ------ | ------ |
| Sebaldsbrück    | 132  |       | 309  | 511   |       | 12.229 | 11.844 | 10.866 | 9.821  | 10.216 |
| Hastedt         | 756  | 1.124 |      | 4.525 | 7.817 | 14.735 | 11.593 | 10.833 | 10.147 | 10.645 |
| Hemelingen      | 350  | 384   |      | 2.275 | 7.214 | 12.019 | 10.914 | 10.945 | 10.306 | 11.088 |
| Arbergen        | 280  |       |      |       |       | 4.004  | 4.588  | 5.551  | 5.580  | 6.007  |
| Mahndorf        |      | 267   | 584  | 755   | 1.077 | 2.216  | 4.007  | 5.562  | 5.828  | 5.729  |
| Stadtteil       |      |       |      |       |       | 45.213 | 42.451 | 43.807 | 43.685 | 41.682 |

## Politik und Verwaltung

### Beirat
Der Beirat Hemelingen tagt regelmäßig und in der Regel öffentlich im Ortsamt oder in anderen Einrichtungen wie z. B. Schulen. Der Beirat setzt sich aus den auf Stadtteilebene gewählten Vertretern der politischen Parteien oder Einzelkandidaten zusammen. Die Beiratswahlen finden alle vier Jahre statt, zeitgleich mit den Wahlen zur Bremischen Bürgerschaft. Der Beirat diskutiert über alle Belange des Stadtteils, die von öffentlichem Interesse sind, und fasst hierzu Beschlüsse, die an die Verwaltung, die Landesregierung und die Stadtbürgerschaft weitergeleitet werden. Für seine Arbeit bildet er Fachausschüsse. Dem Beirat stehen für stadtteilbezogene Maßnahmen eigene Haushaltsmittel zur Verfügung.
Der Beirat beschloss im September 2012 die Einrichtung eines Kinder- und Jugendbeirates. Die erste Sitzung des Jugendbeirats mit 11 gewählten Mitgliedern fand im Mai 2015 statt.

### Ortsamt
Das Ortsamt ist seit 1946 eine örtliche Verwaltungsbehörde. Es befand sich bis zum Jahre 2007 im Rathaus Hemelingen, Rathausplatz 1. 2008 zog das Ortsamt in das neue Gebäude Godehardstraße 19 um.
Das Ortsamt unterstützt den Beirat bei seiner politischen Arbeit. Es soll bei allen örtlichen Aufgaben, die von öffentlichem Interesse sind, mitwirken. Der Ortsamtsleiter wird vom Beirat gewählt und im Anschluss vom Senat berufen. Seit 1. März 2016 ist Jörn Hermening (parteilos) Ortsamtsleiter.

## Kultur und Sehenswürdigkeiten

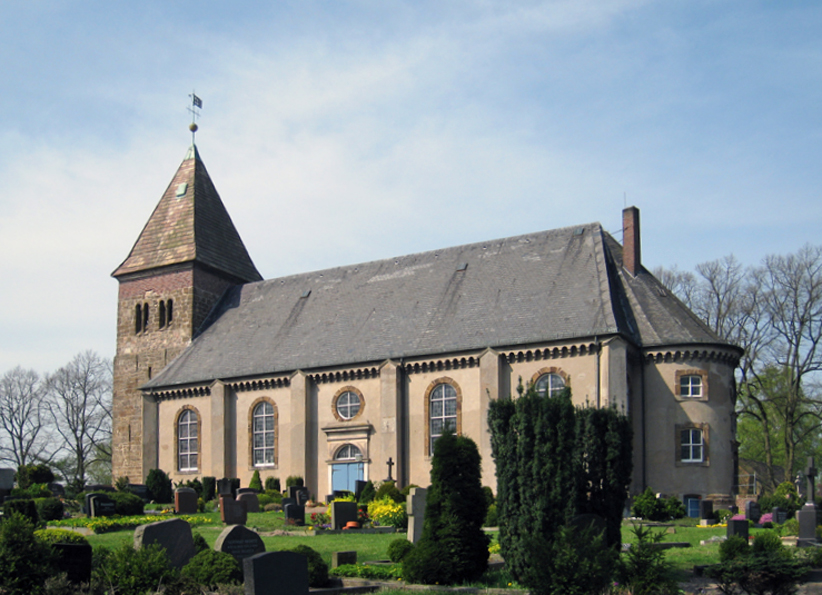
St.-Johannis-Kirche in Arbergen

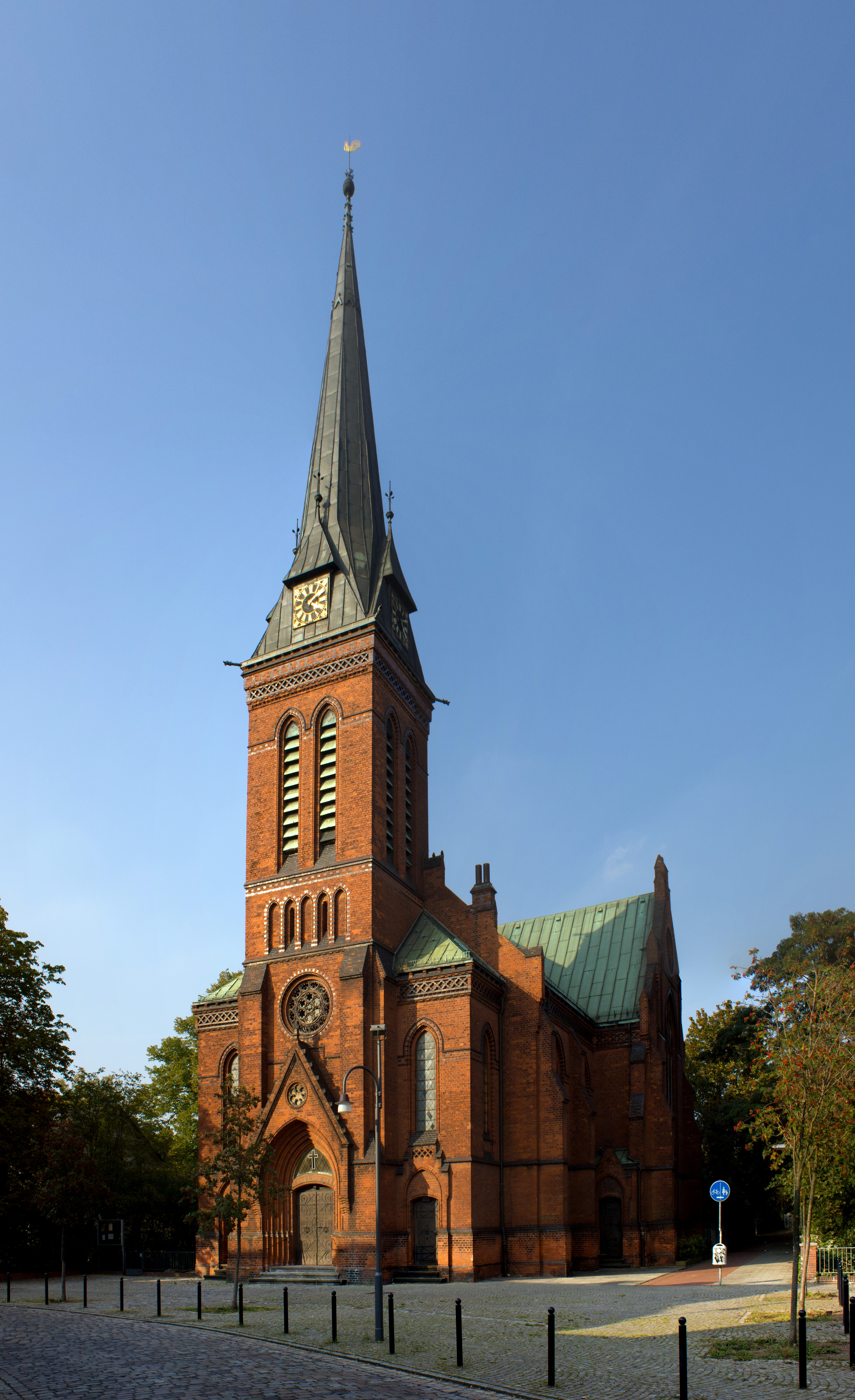
Ev. Kirche in Hemelingen

### Bauwerke
- Die evangelische Kirche St. Johann der Evangelist in Arbergen wurde um 1200 gebaut und 1719 von Georg Dick umgebaut (Koordinaten: 53° 2′ 17,8″ N, 8° 55′ 2,2″ O).
- Die neugotische evangelische Kirche an der Westerholzstraße entstand von 1886 bis 1890 (Koordinaten: 53° 3′ 19″ N, 8° 53′ 16,2″ O).
- Die Alte Apotheke wurde 1889 im Stil des Historismus erbaut.
- Die Arberger Windmühle stammt von 1803.
- Die neugotische Kirche St. Godehard in Hemelingen wurde von 1899 bis 1900 gebaut.
- Das Rathaus Hemelingen wurde 1906 nach Plänen von Wilhelm Mackensen gebaut. Bis 2008 diente es als Rathaus und Ortsamtgebäude
- Das sogenannte Schloss Sebaldsbrück ist ein zweigeschossiges Herrenhaus, das Senator Johann Helfrich Adami um 1850 im neogotischen Tudorstil bauen ließ. Im Mittelalter befand sich am selben Ort der vierte erzbischöfliche, stiftsadelige Sattelhof.[29]
- Die evangelische Auferstehungskirche Hastedt, Drakenburger Straße 42, entstand 1959 nach Plänen von Carsten Schröck. Das markante Bauwerk, das im Volksmund den Namen „Sessel Gottes“ bekommen hat, wird durch die zwei gekrümmter Formen geprägt.[30]
- Die evangelische Versöhnungskirche im Ortsteil Hemelingen, Beim Sattelhof 2, wurde 1966 nach Plänen von Gerhard Müller-Menckens gebaut. Dominierend ist der freigestellte, spitze, dreieckige Turm. Die Pastorenhäuser sind vom gleichen Architekten.[31]
- Die katholische St.-Elisabeth-Kirche in Hastedt, Suhrfeldstraße 161, entstand 1969 in der Nähe des kriegszerstörten Vorgängerbaus nach Plänen von Ewald Brune.[32]

### Parks, Grünanlagen

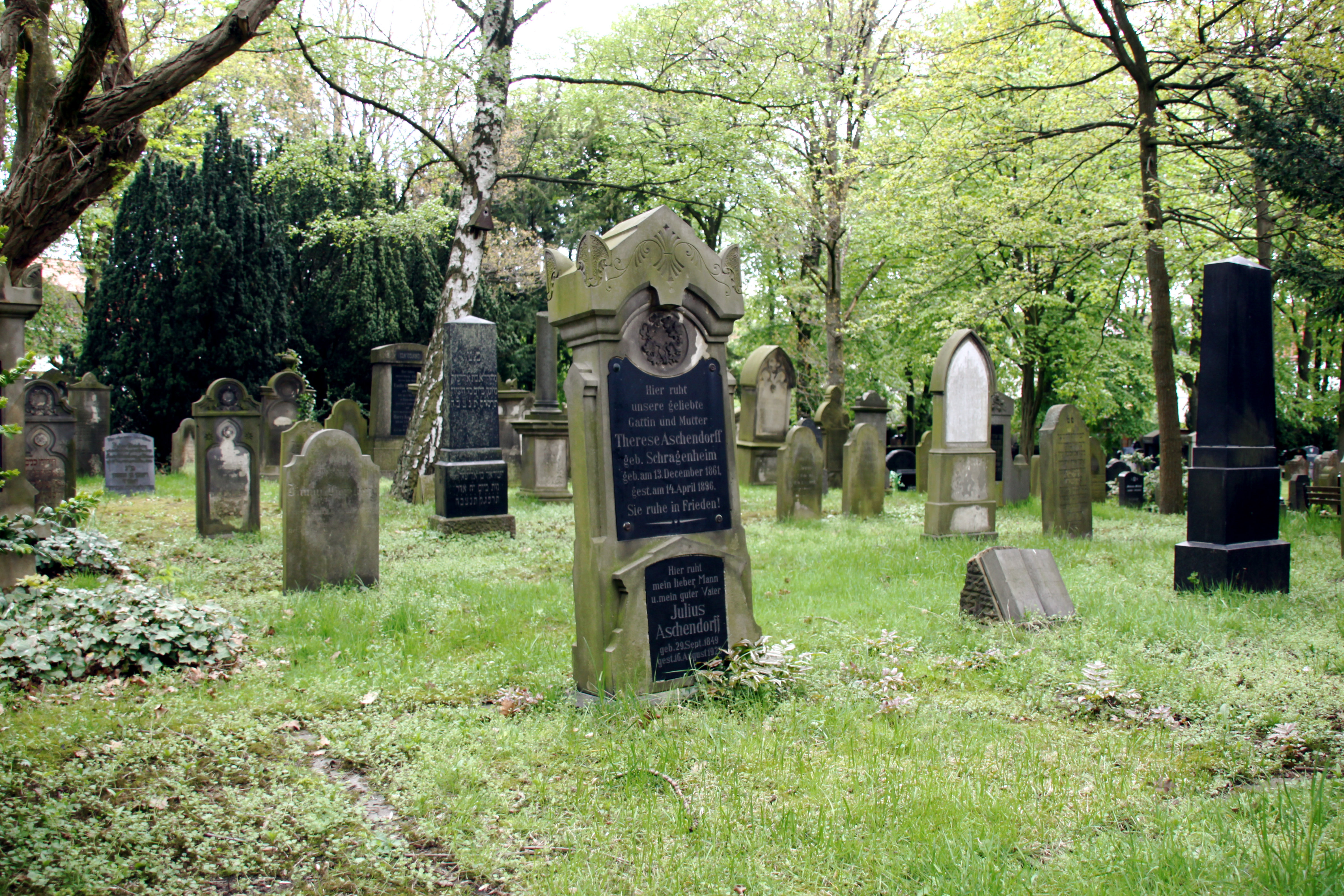
Jüdischer Friedhof

- In Sebaldsbrück befindet sich der Schlosspark Sebaldsbrück mit Herrenhaus; Gutsanlage aus dem Mittelalter und Landschaftspark seit 1850. Daneben liegt das Schlossparkbad, ein öffentliches Schwimmbad.
- Wehrpromenade an der Weser mit Wege zum Werdesee und an der Weser zur Stadtmitte.
- Mahndorfer See mit Badestrand, Campingplatz und Wege nach Uphusen zur Weser.
- Arberger Marsch
- Jüdischer Friedhof Deichbruchstraße im Ortsteil Hastedt von 1796, er hat 900 Mazewas (Grabsteine).
- Friedhof Hastedt von 1900
- Friedhof Hemelingen von 1904
- Friedhof Mahndorf von 1930

### Museen
- Im Straßenbahndepot in Sebaldsbrück befindet sich Das Depot: Bremer Straßenbahnmuseum, in dem historische Straßenbahnwagen ausgestellt sind.
- In Hastedt ist seit 1983/84 in der Schule Auf der Hohwisch das Schulmuseum Bremen untergebracht, das in den 1980er Jahren als Schulgeschichtliche Sammlung aufgebaut wurde.

### Musik
Im Ortsteil Hemelingen befindet sich die Aladin Music Hall, eine Diskothek, in der auch Konzerte stattfinden und der Club bzw. die Diskothek Tivoli, die direkt an die Aladin Music Hall anschließt.

## Öffentliche Einrichtungen

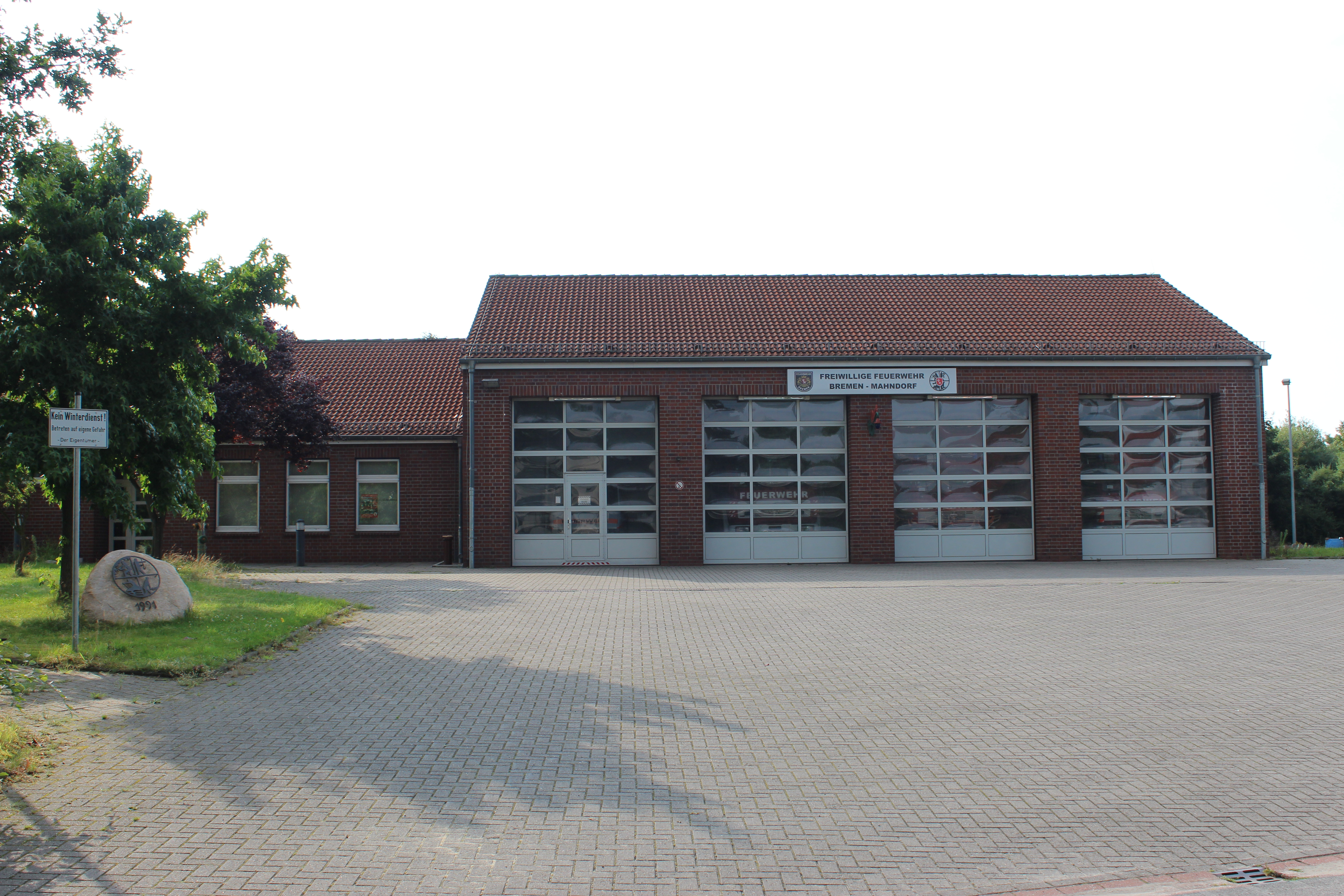
Freiwillige Feuerwehr Mahndorf

### Allgemein
- Ortsamt Hemelingen, Godehardstraße 19
- Polizeirevier Hemelingen, Christernstraße 16
  - Polizei-Außenstelle Arbergen/Mahndorf, Arberger Heerstraße 90
- Freiwillige Feuerwehr Bremen-Mahndorf von 1930, Mahndorfer Bahnhof 4
- Bürgerhaus Hemelingen, Godehardstraße 4, ist seit 1984 ein Bremer Bürgerhaus.
- Bürgerhaus Mahndorf von 1979, Mahndorfer Bahnhof 10
- Stadtamt, Stresemannstraße 48
  - Kfz-Zulassungsstelle vom Stadtamt,
  - Gewerbeangelegenheiten und Öffentliche Ordnung vom Stadtamt
  - Fundamt vom Stadtamt
  - Ausländerbehörde vom Stadtamt
- Lebensmittelüberwachungs-, Tierschutz- und Veterinärdienst des Landes Bremen (LMTVet), Lötzener Straße 3

### Schulen

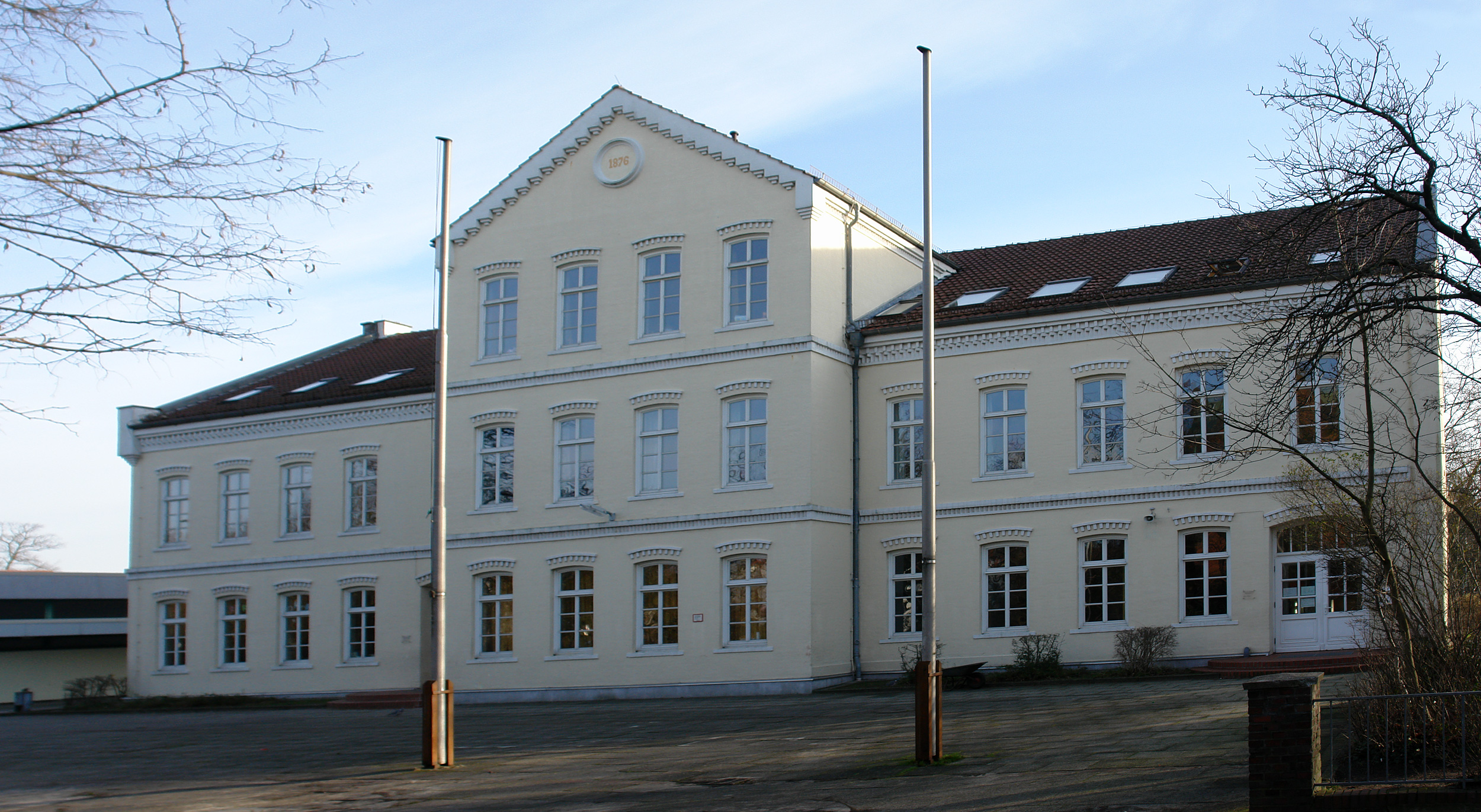
Schule an der Glockenstraße

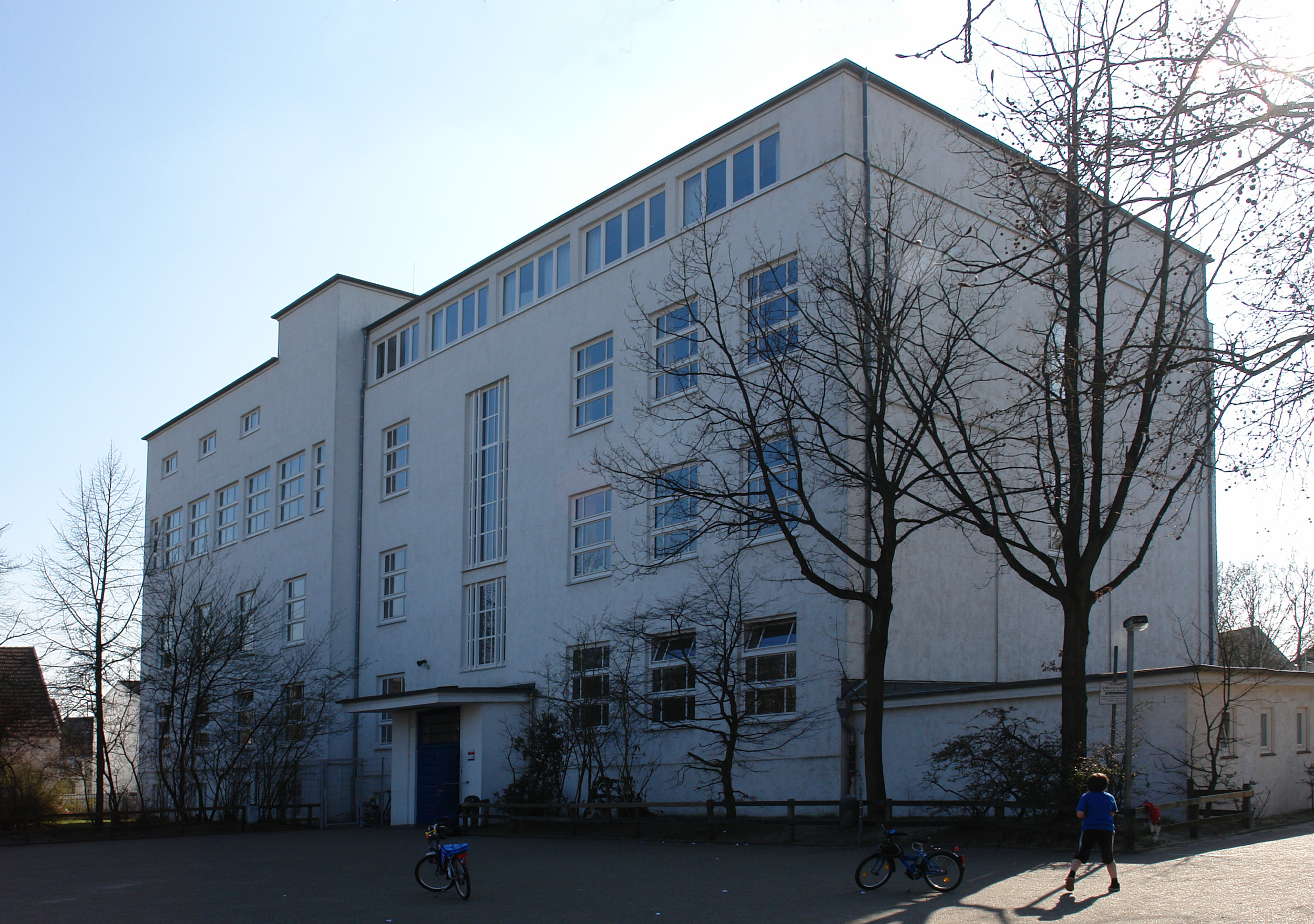
Schule an der Brinkmannstraße

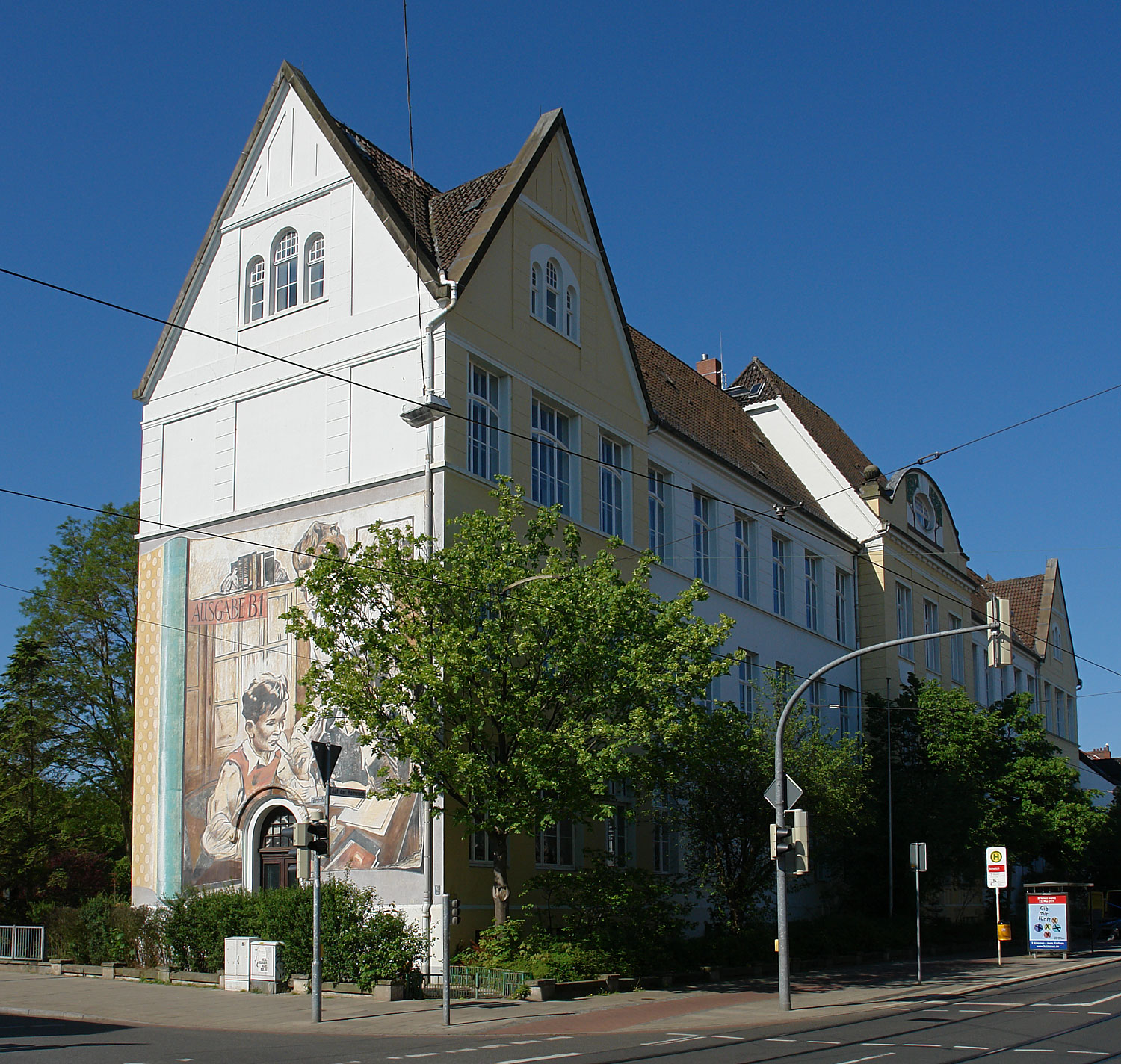
Schule Auf der Hohwisch

- Schule an der Dudweilerstraße 2 in Sebaldsbrück, ist ein Förderzentrum.
- Grundschule Mahndorf, Mahndorfer Heerstraße 55
- Grundschule an der Glockenstraße in Hemelingen
- Grundschule an der Brinkmannstraße in Hemelingen
- Grundschule an der Parsevalstraße in Sebaldsbrück, Ganztagsschule, Architekt Ludwig Almstadt
- Grundschule am Osterhop in Hemelingen
- Grundschule am Alten Postweg 302 in Hastedt, von  1803 mit einer Dependance an der Schule Auf der Hohwisch
- Grundschule Arbergen, Heisiusstraße 7
- Kinderschule, Auf der Hohwisch 61–63 in Hastedt,  seit 1980 eine stadtteilbezogene Freie Ganztags-Schule und seit 1993 eine staatliche Modellgrundschule.
- Wilhelm-Olbers-Oberschule, Drebberstraße 10 in Hemelingen, Schule der Sekundarstufe I als teilgebundene Ganztagsschule und gymnasialen Oberstufe mit rund 1050 Schülern
- Oberschule Sebaldsbrück, Parsevalstraße 1,  Schule der Sekundarstufe I mit rund 330 Schülern
- Ehem. Freie Waldorfschule Bremen Sebaldsbrück, Parsevalstraße 2, Privatschule, 2008 geschlossen, neuer Standort Graubündener Straße 4 in Bremen-Osterholz.
- Wirtschafts- und Sozialakademie der Arbeitnehmerkammer Bremen gGmbH (wisoak) Dölvesstraße 8 in Hastedt, privater Bildungsträger mit Seminaren, Bildungsurlaube und  teleakademie-bremen E-Learning
- BBC-IuD Berufl. Bildungs Centrum für Information & Dokumentation, Hastedter Heerstraße 283–285,  private Berufsfachschule für medizinische Dokumentationsassistenz
- Institut für Berufs- und Sozialpädagogik gGmbH (ibs gGmbH), An der Silberpräge 5 in Hemelingen,  privater Bildungs- und Privatschulträger mit u. a. Altenpflege- und Erzieherausbildungen sowie  Weiterbildungen und Seminare

### Soziales
- Ca. 20 Kindergärten
- Stiftung Sankt Petri Waisenhaus von 1692 – Mädchenwohngruppe, Harmstraße 6
- Jugendwohnheim Kleine Marsch, Kleine Marschstraße 20–22
- Dienstleistungszentrum Hastedt – Caroline-Kettler-Haus, Hastedter Heerstraße 250
- Werkstatt Bremen – Betriebsstätte Georg-Gries-Straße 1
- Stiftungsdorf Hemelingen der Bremer Heimstiftung, Diedrich-Wilkens-Straße 18
- Senioren-Begegnungsstätte der Ev. KG Hemelingen, Christernstraße 6
- Altenclub Mahndorf im Bürgerhaus Mahndorf, Bahnhof 10
- Sozialzentrum Bremen-Arbergen, Hermann-Osterloh-Straße 117, ist eine Begegnungsstätte
- Seniorentreff Sebaldsbrück, Sebaldsbrücker Heerstraße 54
- Senioren Wohnpark Weser GmbH, Haus Ellmers, Neustadtstraße 4
- Senioren Wohnpark Weser GmbH, Haus Am Rosenberg 33a
- Christliche Pfadfinderschaft Deutschlands, Stamm Heinrich von Zütphen bei der Arberger Gemeinde
- Bund der Pfadfinderinnen und Pfadfinder, Stamm Wilhelm Olbers in der Rottkuhle
- Arbeitslosenberatung, Gesprächskreise, Gesundheitsberatung, Männergruppen, Nachbarschaftstreffs, Selbsthilfegruppen etc.
- Hans-Wendt-Stiftung, Wohn- und Betreuungseinrichtung für psychisch auffällige Jugendliche und junge Erwachsene in Hemelingen, Westerholzstraße 16
- Mädchen_treff Hastedt, Freizeit- und Beratungseinrichtung für Mädchen_ und junge Frauen_ zwischen 8 und 18 Jahren, Hastedter Heerstraße 164

### Kirchen, Religion
- Ev. Dankeskirche (Sebaldsbrück) von 1938 bis 1964 (Abriss)
- Ev. Kirchengemeinde Alt-Hastedt in Hastedt, Bennigsenstraße 7
- Ev. Auferstehungskirche Hastedt Drakenburger Straße 38–44; die Kirche wurde 1958/59 nach Plänen von Carsten Schröck gebaut.
- Ev. Bethlehemsgemeinde Bremen in Sebaldsbrück, Ludwig-Roselius-Allee 95
- Ev. Hemelinger Kirche, Christernstraße 6, mit der neugotischen Kirche von 1890
- Ev. Kirchengemeinde Sankt Nikolai Mahndorf, Mahndorfer Deich 48 von 1965, Architekt: Fritz Brandt.[33]
- Ev. Kirchengemeinde des Guten Hirten in Hemelingen, Forbacher Straße 16/18
- Ev. St. Johannis Kirche in Arbergen, Arberger Heerstraße 69, von um 1200 und Umbau von 1719
- Ev. Versöhnungskirche in Sebaldsbrück, Beim Sattelhof 2
- Café Compact der Evangelisch-lutherischen Epiphaniasgemeinde, Sebaldsbrücker Heerstraße 34
- Freie Evangelische Brüdergemeinde Bremen in Sebaldsbrück, Lehrer-Lämpel-Weg 12
- Katholische Kirchgemeinde Sankt Godehard in Hemelingen, Godehardstraße 25, neuromanische Kirche von 1900, Architekten: Wellermann und Fröhlich
- Katholische Kirche Sankt Elisabeth in Hastedt, Suhrfeldstraße 159, von 1969, Architekt: E. Brune, sie ersetzt die durch Bomben zerstörte Kirche von 1931
- Islamische Föderation Bremen (IFB), Hemelinger Bahnhofstraße 44

### Sport
Anlagen
- Bezirkssportanlage und das Arberge Bad, Arberger Heerstraße
- Bezirkssportanlage Hemelingen, Hemelinger Heerstraße 112
- Schlossparkbad als Hallen- und Freizeitbad Sebaldsbrück, Schlossparkstraße 52
- Bezirkssportanlage Pauliner Marsch liegt in der Östlichen Vorstadt
- Galopprennbahn Bremen
- Arena am Jacobsberg am Hastedter Osterdeich (BSC Hastedt)

Vereine
- ATSV Sebaldsbrück, Sebaldstraße 3a
- Billard-Freunde-Bremen, Stresemannstraße 54
- Bremer Leichtathletik Team, Am Rosenberg 38
- Faltbootwanderer Bremen, Vetter-Franz-Weg 4
- Fußballclub FC Mahndorf, Mahndorfer Bahnhof 10
- Hastedter Turn- und Sportverein von 1861, Hastedter Osterdeich 225
- Schützenverein Arbergen, Arberger Heerstraße 101
- Sportgarten in der Pauliner Marsch beim Jürgenshof
- SV Hemelingen von 1858, Hemelinger Heerstraße 112
- Turnverein Arbergen von 1893, Arberger Heerstraße 111
- Turnverein Mahndorf, Hexenstieg
- Wassersport-Verein Hemelingen, Zum Sporthafen Hemelingen 8
- Radfahrer-Verein „Sport“ Arbergen von 1906, Ortwisch 57

## Wirtschaft und Verkehr

### Wirtschaft

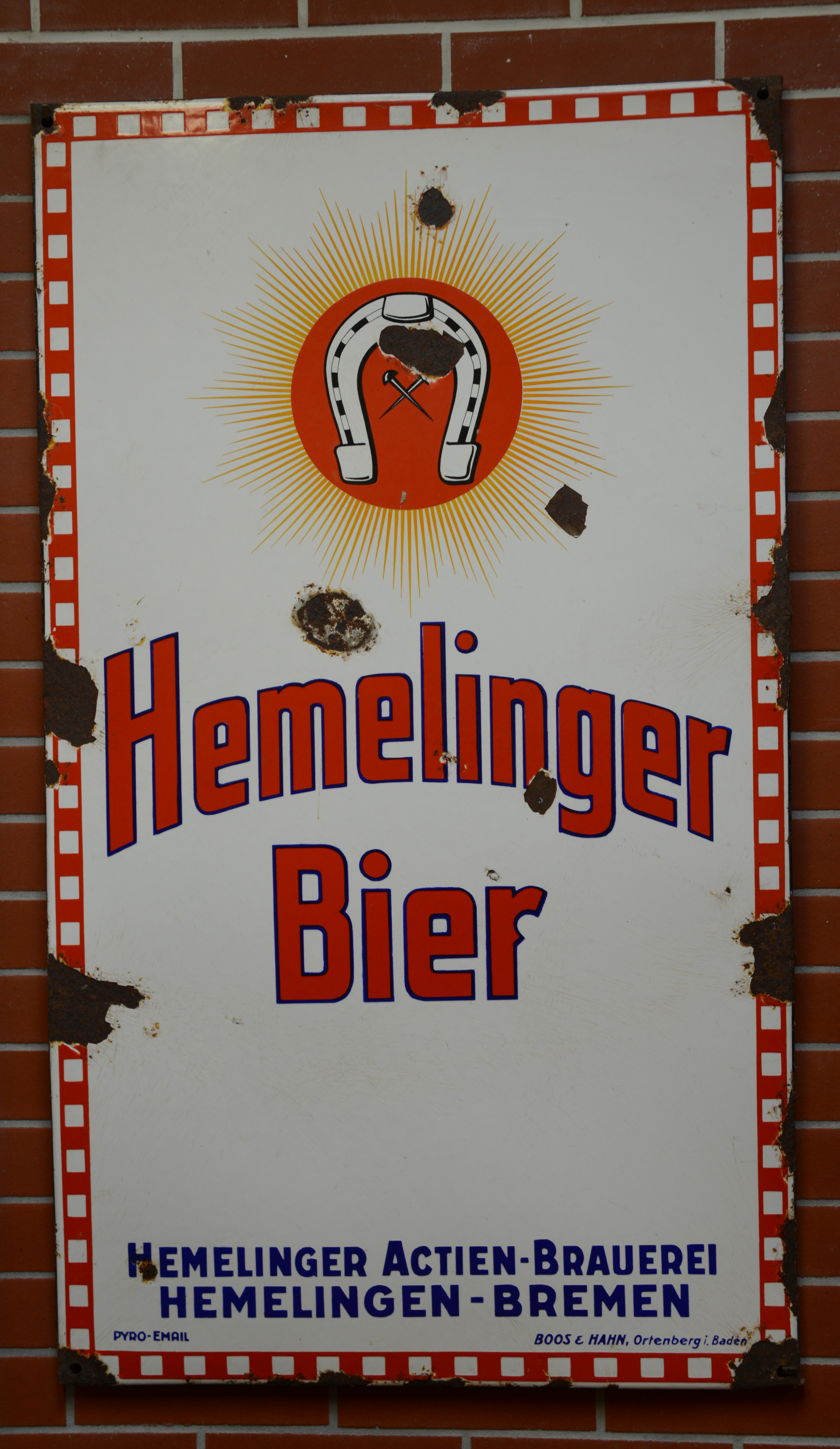
Historisches Werbeschild der Hemelinger Actien-Brauerei für Hemelinger Bier

Hemelingen verfügt über große Gewerbegebiete. Diese erstrecken sich teilweise bis an die A1. Etwa ein Fünftel des Bremer Sozialprodukts wird hier erwirtschaftet.
Es gibt die Gewerbegebiete Daimler AG, Weserhafen Hemelingen mit dem Allerhafen, Gewerbepark Hansalinie mit ca. 155 ha, Gewerbegebiet Bremer Kreuz, die Gewerbegebiete an der Funkschneise, die Gewerbegebiete an der Stresemannstraße/Berta-von-Suttner-Straße und die Gewerbegebiete beim Sebaldsbrücker Bahnhof.
Größter Arbeitgeber im Stadtteil Hemelingen ist das Automobilwerk Daimler AG mit dem Mercedes Benz Werk Bremen in Sebaldsbrück mit 12.570 Mitarbeitern (Stand Mai 2009).
Weitere große Unternehmen und Arbeitgeber sind:
- Atlas Elektronik, Hauptwerk Bremen in Sebaldsbrück mit rund 1.750 Mitarbeiter
- Eisenbahn-Ausbesserungswerk Bremen-Sebaldsbrück mit rund 600 Mitarbeiter (2008)
- Vitakraft-Werke mit 1.300 Mitarbeitern in Mahndorf und im Gewerbegebiet Bremer Kreuz
- Kraftwerk Bremen-Hastedt von 1905 wurde 1990 nach Plänen von Schomers, Schürmann und Stridde umgestaltet.
- Telekom
- Autohandlung Schmidt + Koch AG in Hastedt mit 675 Mitarbeiter (2009)
- Paketzentrum im Gewerbepark Hansalinie
- Detlef Hegemann Engineering GmbH
- Rheinmetall Electronics GmbH
- Silberwarenmanufaktur Wilkens & Söhne GmbH
- Koch-Transporttechnik im Hemelinger Hafen

Südlich der Autobahn A 1 wurde in einer mehrjährigen Bauphase um 2005 der Gewerbepark Hansalinie erbaut und 2005 an die Autobahnabfahrt HB-Hemelingen angeschlossen. Er wurde als Standort für Unternehmen aus der Automobilbranche konzipiert. Dem sind Teile der Hemelinger, Arberger und Mahndorfer Marsch zum Opfer gefallen.
Die Glockengießerei Otto, auch Glockengießerei Hemelingen genannt, wurde 1874 hier gegründet. Das Unternehmen firmierte unter „Glockengießerei F. Otto Hemelingen“ und hat mit Ausnahme der Kriegsjahre bis zur Einstellung des Gussbetriebs 1974 mehrere tausend Glocken gegossen.
Wochenmärkte bestehen in den Ortsteilen Arbergen (Colshornstraße), Hastedt (Hermine-Berthold-Straße) und Hemelingen (Slevogtstraße).

### Verkehr

#### Eisenbahn
In Hemelingen befindet sich der Personen-Haltepunkt Bremen-Hemelingen an der Bahnstrecke Wanne-Eickel–Hamburg.
| Linie | Verlauf | Takt                                                                |
| ----- | --- | ------------------------------------------------------------------- |
| RS 2  | Bremerhaven-Lehe – Bremerhaven Hbf – Bremerhaven-Wulsdorf – Loxstedt – Lunestedt – Stubben – Lübberstedt – Oldenbüttel – Osterholz-Scharmbeck – Ritterhude – Bremen-Burg – Bremen Hbf – Bremen-Hemelingen – Dreye – Kirchweyhe – Barrien – Syke – Bramstedt (b Syke) – Bassum – Twistringen Stand: Fahrplanwechsel Dezember 2023 | 60 min 30 min (Bremen Hbf–Bremerhaven-Lehe in der HVZ-Lastrichtung) |

In diesem Bahnhof zweigt die Strecke zum Güterbahnhof im Hafengebiet von Hemelingen ab. Die Bahnhöfe Bremen-Sebaldsbrück und Bremen-Mahndorf befinden sich an der Bahnstrecke Wunstorf–Bremen. Hemelingen und Sebaldsbrück sind Haltepunkte der Regio-S-Bahn Bremen/Niedersachsen. Mahndorf wird sowohl von der Regio-S-Bahn als auch von den DB-Regionalzügen angefahren. Es gibt Planungen für einen Umsteigebahnhof (Regio-S-Bahn/Bus/Straßenbahn) an der Föhrenstraße, dafür sollen der Haltepunkt Hemelingen verlegt und der Bahnhof Sebaldsbrück aufgegeben werden. Dies wird aktuell realisiert.

#### Öffentlicher Personennahverkehr
Direkt in Hemelingen liegt die große Umsteige- und Endhaltestelle Sebaldsbrück, an welcher viele Linien verkehren, samt BSAG-Betriebshof und Straßenbahn-Museum. Folgende Straßenbahn- und Buslinien der Bremer Straßenbahn AG (BSAG) verkehren in Hemelingen:
- Straßenbahnlinie 1: Huchting – Neustadt – Mitte – Schwachhausen – Vahr – Osterholz – Weserpark – Bahnhof Mahndorf
- Straßenbahnlinie 2: Gröpelingen – Walle – Mitte – Östliche Vorstadt – Hastedt – Sebaldsbrück
- Straßenbahnlinie 3: Gröpelingen – Walle – Mitte – Östliche Vorstadt – Weserwehr
- Straßenbahnlinie 10: Gröpelingen – Walle – Mitte – Östliche Vorstadt – Hastedt – Sebaldsbrück
- Buslinie 21: Blockdiek – Mercedes-Benz – Sebaldsbrück – Vahr – Horn – Universität
- Buslinie 22: Kattenturm – Habenhausen – Hastedt – Schwachhausen – Universität-Ost
- Buslinie 25: Weidedamm-Süd – Mitte – Gartenstadt Vahr – Osterholz
- Buslinie 29: Kattenturm (– Hemelinger Hafen) – Sebaldsbrück – Neue Vahr-Nord
- Buslinien 33/34: Sebaldsbrück – Osterholzer Landstraße – Oberneuland – Horn
- Buslinie 37: Sebaldsbrück – Osterholz – Bahnhof Mahndorf
- Buslinie 38: Weserpark-Süd – Uphusen, In den Ellern – Bahnhof Mahndorf (dort weiter als Li. 40, 41/41S oder 44)
- Buslinie 39: Weserpark-Süd – Bahnhof Mahndorf (dort weiter als Li. 40 oder 41)
- Buslinien 40/41: Weserwehr – Hemelingen – Arbergen – Bahnhof Mahndorf (dort weiter als Li. 38/39)
- Buslinie 41S: Weserwehr – Marschstraße (Schnellbus, verkehrt ohne Zwischenhalt und weiter als Li. 41 in Ri. Bahnhof Mahndorf)
- Buslinie 42: Weserwehr – Hemelingen – Hemelinger Häfen – Gewerbepark Hansalinie
- Buslinie 44: Sebaldsbrück – Hemelingen – Arbergen – Bahnhof Mahndorf (teilweise weiter als Li. 38)
- Nachtlinie N1 (Straßenbahn): Huchting – Neustadt – Mitte – Schwachhausen – Vahr – Osterholz – Weserpark – Bahnhof Mahndorf
- Nachtlinie N3 (Bus): Rablinghausen – Neustadt – Mitte – Universität – Horn – Oberneuland – Osterholz – Bahnhof Mahndorf
- Nachtlinie N5 (Bus): Domsheide – Hauptbahnhof – Gartenstadt Vahr – Mercedes-Benz – Sebaldsbrück – Hemelingen – Arbergen – Bahnhof Mahndorf
- Nachtlinie N10 (Straßenbahn): Gröpelingen – Walle – Mitte – Östliche Vorstadt – Hastedt – Sebaldsbrück

#### Straßen
Hemelingen liegt an den Autobahnen A 1 und nahe der A 27 und ist über die drei Abfahrten HB-Hemelingen, Uphusen/HB-Mahndorf (beide A 1) und HB-Sebaldsbrück (A 27) direkt zu erreichen.
Die innerörtlichen Haupterschließungstraßen sind Hastedter Osterdeich – Malerstraße – Pfalzburger Straße – Autobahnzubringer Hemelingen zur A 1, Stresemannstraße – Hastedter Heerstraße – Sebaldsbrücker Heerstraße, Vahrer Straße, Ludwig-Roselius-Allee, Hemelinger Bahnhofstraße – Christernstraße, Brüggeweg – Schlengstraße – Hemelinger Heerstraße – Arberger Heerstraße – Mahndorfer Heerstraße, Thalenhorststraße.

#### Rad- und Wanderwege
Mehrere Wege führen von Hemelingen u. a.
- vom Mahndorfer Deich und der Bollener Landstraße vorbei am Mahndorfer See nach Uphusen und zur Weser,
- von der Mahndorfer Landstraße über den Ehlersdamm nach Osterholz,
- vom Hasteder Osterdeich über den Osterdeich zum Zentrum von Bremen,
- über das Weserwehr nach Habenhausen und zum Werdersee,
- von der Neue-Heimat-Straße nach Osterholz.

## Persönlichkeiten
Geordnet nach Alphabet
- Johann Helfrich Adami (1792–1864), Kaufmann und Bremer Senator, baute um 1850 Schloss Sebaldsbrück als Herrenhaus mit einem Park
- Hans Achelis (1865–1937), Theologe und Kirchenhistoriker, stammt aus Hastedt
- Claus Bartels († 1913), Leiter der Schule Arbergen von 1873 bis 1903; (Claus-Bartels-Straße)
- Hermine Berthold (1896–1990), Arbeiterin, Politikerin (SPD), Widerstandskämpferin und Mitglied der Bremischen Bürgerschaft (MdBB); in Hastedt aufgewachsen
- Hermann Böse (1870–1943), Musikpädagoge, Dirigent, 1918 Mitbegründer der KPD in Bremen
- Johannes Böse (Pädagoge) (1879–1955), in Hemelingen geboren und aufgewachsen, Bruder von Hermann Böse
- Hermann Brinkmann (1807–1889), Lehrer (1826–1876), Gemeinderatsmitglied, Kirchenvereinsvorsitzender
- Oswald Brinkmann (1930–2017), MdBB (SPD), Hafensenator in Bremen, wohnte in Arbergen
- Henny Brunken (1913–1993), Gerechte unter den Völkern aus Hastedt (Henriette-Brunken-Weg)
- Alfred Christern (1856–1929), Landwirt, Amtsvorsteher/Bürgermeister (1904–1922)
- Claus-Dieter Dunker (1936–2023), Politiker aus Arbergen (SPD), Mitglied der Bremischen Bürgerschaft
- Gisela Fröhlich (* 1942), Politikerin (SPD), Mitglied der Bremischen Bürgerschaft
- Helmut Fröhlich (* 1929), Politiker (SPD), Abgeordneter der Bremischen Bürgerschaft und Innensenator 1971–1983; wohnhaft in Hemelingen
- Hermann Funk (1911–1978), in Hemelingen Beiratsmitglied, Beiratssprecher und von 1964 bis 1974 Ortsamtsleiter (Hermann-Funk-Straße)
- Georg Joachim Göschen (1752–1828), Verleger, geboren und aufgewachsen in Arbergen, Göschenstraße
- Heinrich Hagens (1851–1913), Lehrer, Mäzen für die Schule am Alten Postweg (Heinrich-Hagens-Straße in Hastedt)
- Hermann Hansing (1908–1977). Bundestagsabgeordneter (SPD) von 1953 bis 1972
- Arnold Heeren (1760–1842), in Arbergen aufgewachsener Historiker
- Daniel Gerhard Heisius (1675–1747), Pastor in Arbergen von 1705 bis 1747, der den Neubau der die Kirche St. Johannis erneuern ließ.
- Hermann Junge (1841–1924), SPD-Bürgerschaftsabgeordneter, in Hastedt geboren.
- Andreas Kappes (1965–2018), ehemaliger Radrennfahrer, wuchs in Arbergen auf
- Wilhelm Kirchner (1887–1929), Direktor der früheren Aluminium- und Magnesiumfabrik und Mitglied im Hemelinger Gemeinderat (Kirchnerstraße).
- James Last (1929–2015), Musikproduzent und Komponist, ist in Sebaldsbrück geboren.
- Karoline Linnert (* 1958, Bündnis 90/Die Grünen), von 2007 bis 2019 Bürgermeisterin und Finanzsenatorin von Bremen, lebt in Hastedt.
- Max Lorenz (* 1939), ehemaliger Fußballnationalspieler und Spieler von Werder Bremen
- Marco Lübke (* 1976), seit 2015 Bürgerschaftsabgeordneter (CDU)
- Diedrich Meier (1899–1972), Bürgerschaftsabgeordneter (1951–1963) und Ortsamtsleiter (1954–1964)
- Rainer Nalazek (* 1947) (SPD), Arbergen, Mitglied der Bremischen Bürgerschaft MdBB (1999–2007)
- Heinrich Olbers (1758–1840), Arzt und Astronom, ist in Arbergen geboren.
- Johann Georg Olbers (1716–1772), 1747 bis 1760 Pastor in Arbergen
- Claas Rohmeyer (* 1971), Politiker (CDU), Mitglied der Bremischen Bürgerschaft
- August Strotthoff, Gemeindeausschussmitglied, Initiator für den Ausbau des Hemelinger Hafens (Strotthoffkai)
- Johann Christian Tägtmeyer (1814–1896), Maler, Gemeindevorsteher (1880–1892)
- Aloisia Wagner (1907–1973), Schaustellerin, die in den USA als Violetta Berühmtheit erlangte, weil sie aufgrund einer Genmutation keine Arme und Beine hatte.
- Christian Weber (SPD), (1946–2019), Präsident der Bremischen Bürgerschaft, wohnte in Hastedt.
- Diedrich Wilkens (1811–1876), Fabrikant der Wilkens & Söhne Silberwarenfabrik